# Honingbij
De honingbij (Apis mellifera), Europese (zwarte) (honing)bij, huisbij of westerse of westelijke honingbij (niet te verwarren met de Aziatische of oostelijke honingbij (Apis cerana)) is een vliesvleugelig, sociaal levend insect uit de familie van de langtongbijen (Apidae).
De honingbij komt algemeen voor in grote aantallen. De honingbij wordt gewaardeerd vanwege de rol als bestuiver van vele plantensoorten, waaronder fruitbomen. Daarnaast is de honingbij de belangrijkste leverancier van verschillende natuurproducten zoals honing, bijenwas, koninginnengelei en propolis. De honingbij wordt op grote schaal in kunstmatige bijenkorven gehuisvest voor productiedoeleinden. De honingbij wordt echter ook bedreigd door de mens en de aantallen van de soort nemen af. Belangrijke oorzaken zijn verschillende vermoedelijke bijenparasieten en insecticiden, maar veel is onbegrepen. Omdat de honingbij een van de best bestudeerde insecten is, is veel bekend over het complexe gedrag en het al even complexe kliersysteem dat daarbij een rol speelt. De honingbij is niet de enige bestuiver, maar vanwege het wereldwijde voorkomen en de grote aantallen is de honingbij een van de belangrijkste bestuivers van bloeiende planten.
Kunstmatige bijenvolken moeten regelmatig onderhouden worden om ze van afval te ontdoen en om de honing te oogsten. Onder natuurlijke omstandigheden bouwen de bijen steeds een nieuw nest om aan nestparasieten te ontkomen. Het onderhoud wordt uitgevoerd door professionele bijenhouders, de imkers. De tak van de entomologie die gespecialiseerd is in bijen is apidologie.
Het bijenvolk kent verschillende verschijningsvormen, de kasten: de moer, de werkster en de dar. De moer of koningin is het zeldzaamst. De koningin is degene die het nest in stand houdt door grote hoeveelheden eitjes te leggen, tot 2000 per dag. De werksters zijn net als de moer vrouwelijk. De meeste individuen in een kolonie honingbijen zijn werkster. In de zomer komen de mannelijke bijen tevoorschijn, de darren. Behalve bij de paring, spelen ze een rol bij de temperatuurregeling in de kolonie. Als er niet genoeg stuifmeel in het bijennest aanwezig is worden ze verwijderd. In een nest zijn in de winter een moer en ongeveer 10.000 werkbijen aanwezig; er zijn dan geen darren. In de zomer zijn er enkele honderden darren en kan het aantal werksters oplopen tot 80.000.

## Naamgeving en taxonomie
De naam bij is afgeleid van het Middelnederlandse woord bie, de herkomst hiervan is onzeker. Het woord bie werd zover bekend voor het eerst gebruikt in 1240. Een zwerm bijen is een imme, wat tot imker geleid heeft. De Nederlandstalige naam honingbij slaat op het vermogen om nectar te verzamelen en dit met behulp van enzymen om te zetten naar honing zodat het langer houdbaar blijft. Er zijn vele soorten bijen die honing verzamelen maar de honingbij is hiervan verreweg de bekendste soort.
De wetenschappelijke naam Apis mellifera betekent letterlijk bij (apis) die honing draagt (melli-fera).

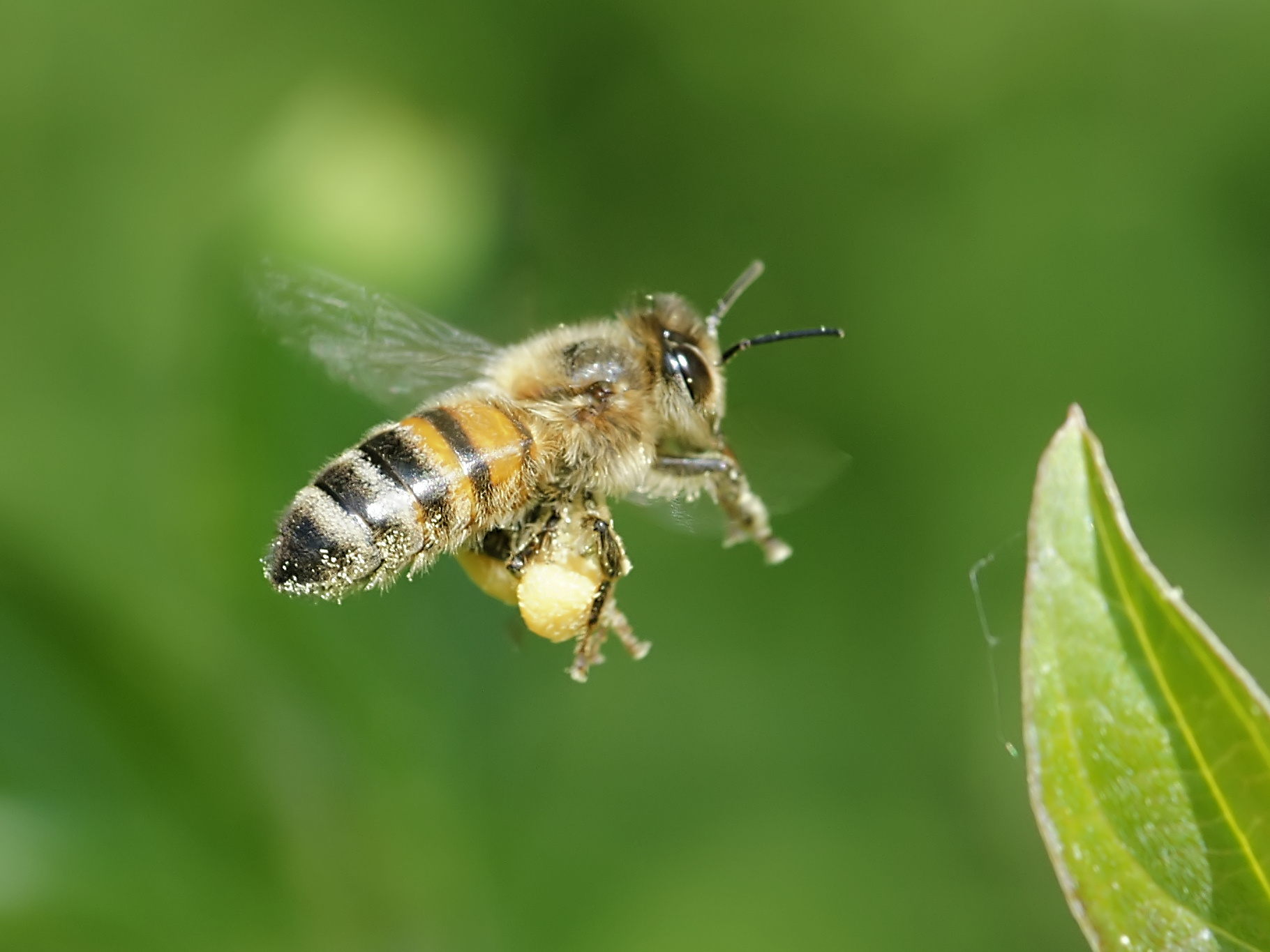
Apis mellifera mellifera is de ondersoort die onder andere in België en Nederland wordt aangetroffen

De honingbij behoort tot de familie van de bijen (Apidae), deze familie van vliesvleugelige insecten wordt vertegenwoordigd door ongeveer 20.000 soorten. Ongeveer 500 soorten vormen kolonies bestaande uit een koningin en werksters en eenmaal per jaar mannetjes. De bekendste soorten bijen zijn de hier besproken (Europese) honingbij (Apis mellifera) en de Aziatische honingbij (Apis cerana). Bijen zijn ontstaan uit een groep van herbivore wespen. Bijen zijn in feite sociale wespen die een sterkere beharing hebben zodat ze in koelere streken kunnen overleven. Hommels hebben een nog sterkere beharing en zijn hierdoor in staat zich noordelijker te vestigen dan bijen. Hommels zijn taxonomisch gezien sterk behaarde bijen, ze worden net als de bijen tot de familie Apidae gerekend.
In Europa bestaan twee genetisch verschillende populaties. Uit het DNA blijkt dat die meer verwant zijn aan de Afrikaanse soorten dan aan elkaar. Momenteel wordt het gehele genoom van de honingbij ontrafeld. Versie 4.0 van de stand van de wetenschap op dit gebied is gepubliceerd in oktober 2006.
De honingbij en de hieraan verwante soorten verschillen met name van de wespen doordat deze laatste minder goed gespecialiseerd zijn. Wespen hebben geen wasklieren en maken het nest van fijngemalen hout. Het verzamelen en transporteren van nestmateriaal is een intensieve bezigheid. Wespen voeden hun larven niet met nectar en stuifmeel maar met buitgemaakte insecten die zijn vermalen tot een voedzaam papje. De enige uitzondering zijn de honingwespen (Masaridae), deze aan de papierwespen verwante wespen maken ook honingvoorraden aan, wat gezien kan worden als een vorm van convergente evolutie.

### Ondersoorten
De westelijke honingbij kent verschillende ondersoorten; dit zijn variaties die iets verschillen in uiterlijk en met name een ander verspreidingsgebied hebben. Wereldwijd komen de volgende ondersoorten van de westelijke honingbij voor:
Europa
- Italiaanse bij (Apis mellifera ligustica)
- Krainer bij (Apis mellifera carnica)
- Apis mellifera caucasica
- Apis mellifera remipes
- Europese donkere bij (Apis mellifera mellifera)
- Apis mellifera iberiensis
- Apis mellifera cecropia
- Cyperse honingbij (Apis mellifera cypria)
- Maltese honingbij (Apis mellifera ruttneri)
- Siciliaanse honingbij (Apis mellifera sicula)

Afrika
- Afrikaanse honingbij (Apis mellifera scutellata)
- Kaapse honingbij (Apis mellifera capensis)
- Apis mellifera monticola
- Apis mellifera sahariensis
- Apis mellifera intermissa
- Apis mellifera major
- Apis mellifera adansonii
- Apis mellifera unicolor
- Apis mellifera lamarckii
- Apis mellifera litorea
- Nubische honingbij (Apis mellifera nubica)
- Jemenitische honingbij (Apis mellifera jemenitica)

Midden-Oosten en West-Azië
- Apis mellifera macedonica
- Apis mellifera meda
- Apis mellifera adamii
- Apis mellifera armeniaca
- Apis mellifera anatoliaca
- Apis mellifera syriaca
- Apis mellifera pomonella

## Verspreiding en habitat

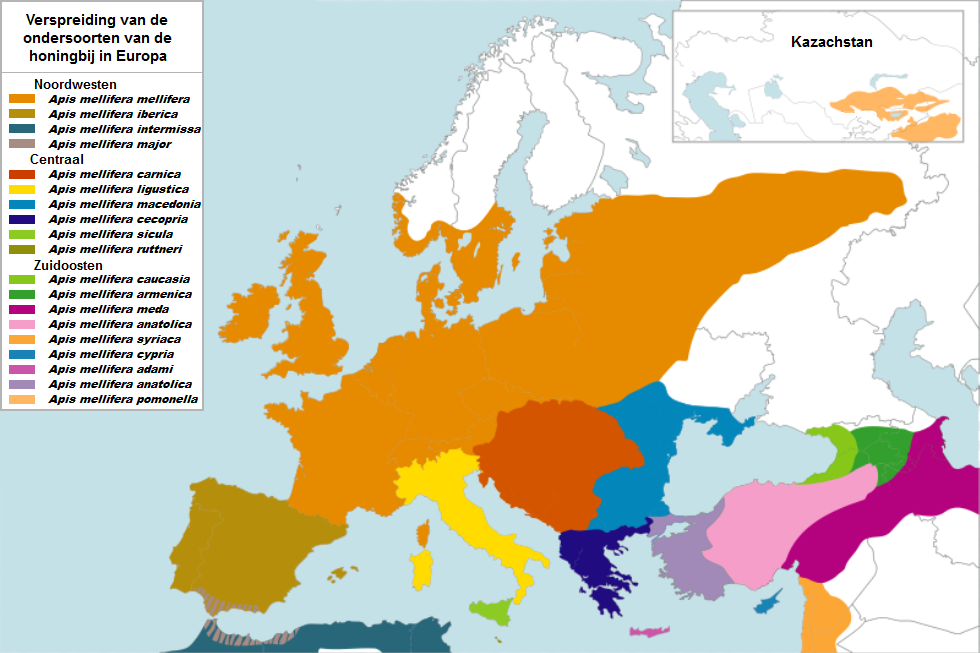
Verspreiding van de verschillende Europese ondersoorten
----

De honingbij komt oorspronkelijk uit Afrika en Europa en het natuurlijke verspreidingsgebied loopt tot ongeveer 60 graden noorderbreedte. Dit is ongeveer de lijn Oslo - Sint-Petersburg. De bij is echter over de gehele wereld verspreid en komt op alle continenten voor, behalve Antarctica.
De honingbij komt overal voor waar bloeiende planten groeien die afhankelijk zijn van de bestuiving door dieren. Dit is zelfs om te draaien; van bestuiving afhankelijke planten kunnen niet overleven in streken waar geen insecten zoals bijen kunnen leven. De honingbij komt voor in vrijwel alle mogelijke leefomgevingen, alleen niet waar het te koud is of juist te warm is. De enige uitzondering vormen dichtbegroeide bossen, hier zijn te weinig bloeiende planten voor de honingbij.
Voorbeelden van te koude plaatsen zijn gebieden in de buurt van de polen, zoals het uiterst zuidelijke puntje van Zuid-Amerika, noordelijke delen van Europa en Noord-Amerika en uitgesproken hooggebergten. Ook in te hete streken ontbreekt de honingbij, zoals grote delen van noordelijk Afrika, in de omgeving van de Sahara.

### Europa
Oorspronkelijk komt de westelijke honingbij uit Afrika. Op de kaart rechts is de verspreiding van de verschillende ondersoorten in Europa weergegeven. De grenzen van de verschillende gebieden zijn niet altijd duidelijk en van sommige ondersoorten is de landgrens aangegeven.
De ondersoorten van de honingbij hebben verschillende verspreidingsgebieden. De nominale soort Apis mellifera mellifera is de bekendste ondersoort en heeft de grootste verspreiding binnen Europa. Deze soort is de Europese zwarte bij en gedijt het best in het noorden van Europa, inclusief België en Nederland. Het verspreidingsgebied van deze ondersoort loopt van de Pyreneeën tot in de Oeral en noordelijk tot zuidelijk Scandinavië. Andere bekende ondersoorten zijn Apis mellifera iberica die te vinden is op het Iberisch Schiereiland en Apis mellifera carnica uit de Balkan.
Uit een studie in 2014 bleek dat het Europese beleid op het gebied van biobrandstoffen en het gemeenschappelijk landbouwbeleid door de teelt van andere gewassen zoals koolzaad en zonnebloemen een aanzienlijk tekort aan bestuivingsbijen veroorzaakt. Door het minder aanwezig zijn van vlinderbloemigen, klokjes en korenbloemen in het landschap neemt ook de populatie af van de bijensoorten die dit als hoofdvoedsel hebben.

## Uiterlijke kenmerken

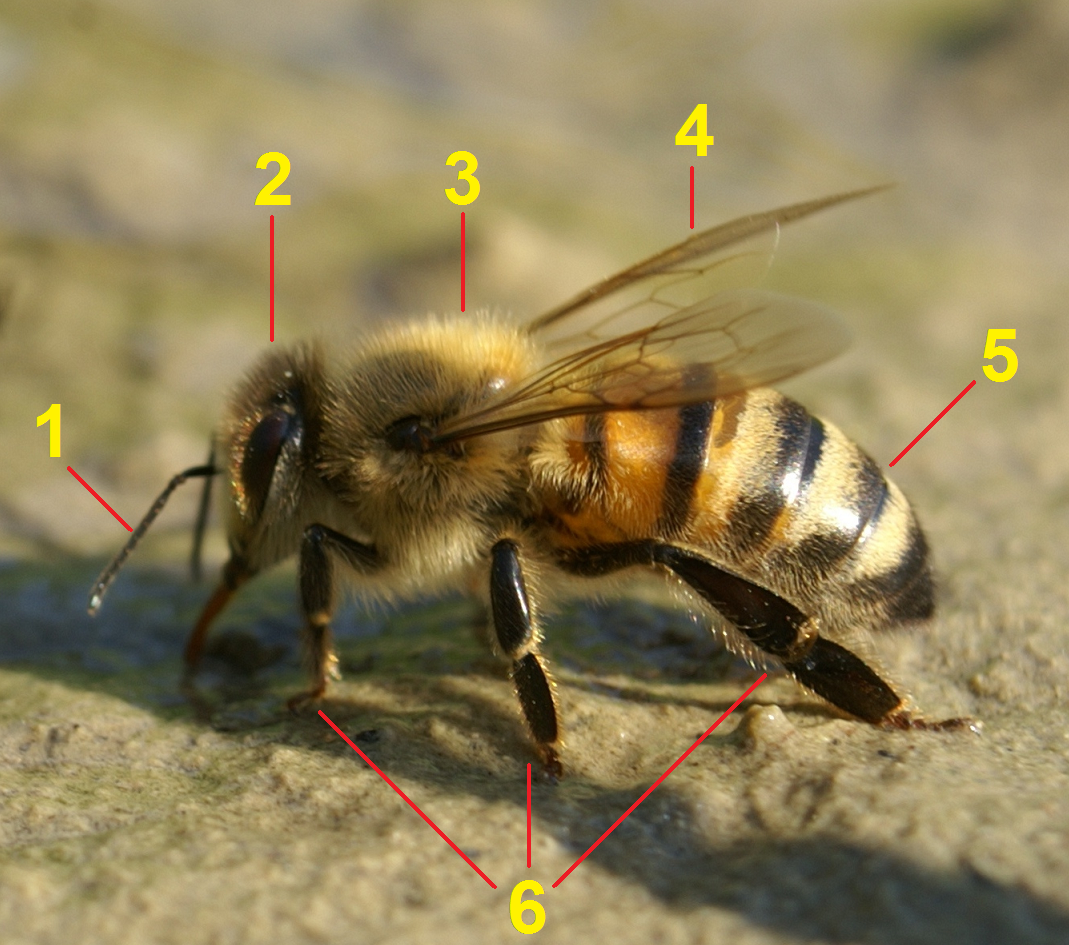
De algemene kenmerken van de honingbij:
----

Bijen hebben net als alle insecten een in drieën verdeeld lichaam, een kop of caput, een borststuk of thorax en een achterlijf of abdomen. Hierbij is elk deel weer onderverdeeld in segmenten waarvan sommige lichaamsuitsteeksels dragen. De kop heeft aan de bovenzijde twee antennes die dienen als tastorgaan en aan de onderzijde in de monddelen gelegen. Het borststuk bestaat uit drie segmenten die gefuseerd zijn maar de drie delen zijn te herkennen aan de positie van de poten en vleugels. Het achterlijf is het grootst en draagt alleen aan de achterzijde aanhangsels, deze vormen de angel van de vrouwtjes.
De honingbij heeft een duidelijke lichaamsbeharing, vooral het borststuk en de bovenzijde van de kop zijn voorzien van een dichte en lange beharing. Ook op de rest van de kop en op het achterlijf zijn vele haartjes aanwezig. De lichaamsbeharing dient om warmte vast te houden en speelt een rol in het kunnen overleven van strenge winters.
De honingbij is een insect dat polymorfie vertoont, waarbij de verschijningsvorm afhankelijk is van de kaste. De meeste exemplaren zijn werksters die altijd vrouwelijk zijn, ook komen een deel van het jaar darren, mannetjes, voor en de belangrijkste bij in het nest is de moer of koningin. De drie verschijningsvormen zien er iets anders uit, de darren zijn het eenvoudigst te herkennen aan veel grotere ogen. De vrouwelijke werksters en de moer zijn lastiger uit elkaar te houden als ze door de korf kruipen. De moer is namelijk niet veel groter dan de werkster, wel is het achterlijf duidelijk iets langer. Onderstaand zijn de belangrijkste kenmerken van de drie kasten in een uitklapbare tabel weergegeven.
| Afbeelding | Triviale naam | Officiële naam | Lengte       | Aantal in zomernest | Kenmerken ogen                | Functie |
| ---------- | ------------- | -------------- | ------------ | ------------------- | ----------------------------- | --- |
|            | Koningin      | Moer           | 15 tot 18 mm | 1                   | Langwerpig, raken elkaar niet | Paren met de mannetjes, eitjes afzetten |
|            | Vrouwtje      | Werkster       | 11 tot 13 mm | 10.- 80.000         | Langwerpig, raken elkaar niet | O.a. het maken van raatcellen, verzorgen van de larven, het ventileren van het nest, het maken van honing, het zoeken naar voedsel, de moer voederen |
|            | Mannetje      | Dar            | 13 – 16 mm   | 200 - 1000          | Eirond, raken elkaar wel      | Paren met moer |

### Kop

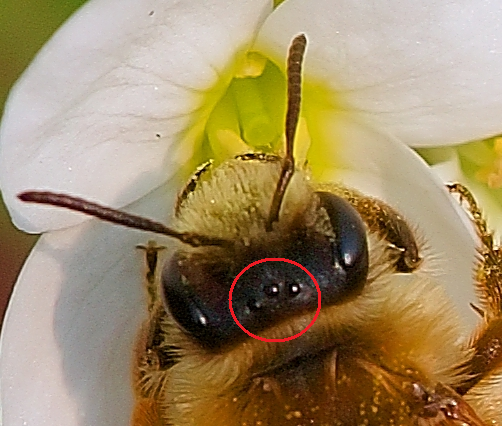
Bovenzijde van de kop van de honingbij, de ocelli zijn omcirkeld

De kop van de honingbij is duidelijk afgesnoerd van het borststuk en is eenvoudig te herkennen aan de ogen en de antennes. De honingbij heeft twee antennes die altijd bestaan uit een korte basis en een lang uiteinde. Beide delen bestaan uit verschillende segmenten en zijn gescheiden door een duidelijk gewricht. De antenne bestaat uit drie delen, aan de basis is de scapus aanwezig, die bestaat uit één deel dat enigszins verlengd is. Het uiteinde van de antenne is het flagellum, dit deel is veel langer en is geleed, het bestaat uit segmenten. Beide delen zijn verbonden door de pedicel, dit is een kleine verdikking die dient als scharnier zodat de uiteinden zeer beweeglijk zijn.
De honingbij heeft net als alle vliesvleugeligen twee grote ogen aan weerszijden van de kop die bestaan uit vele kleine suboogjes, het geheel is het samengesteld oog of facetoog. De ogen van een bij dienen om de omgeving te herkennen, ook kan een bij bepaalde vormen koppelen aan een voedselbron. Dit vermogen is wel enigszins beperkt, zo kan een bij wel een kruis van een vierkant leren onderscheiden, maar ziet geen verschil tussen een vierkant en een cirkel.:22 De ogen kunnen gepolariseerd licht waarnemen, dit wordt uitgestraald door de zon en ook als het bewolkt is kan een bij dit licht zien. Het wordt gebruikt om het nest terug te vinden na het zoeken van voedsel. De ogen zijn aangepast aan een ander lichtspectrum dan bijvoorbeeld de ogen van de mens. Een bij kan kleuren zien maar ziet andere kleuren dan het menselijk oog. De kleur rood bijvoorbeeld valt buiten het waarnemingsvermogen, maar ultraviolet licht kan wel worden gezien. Dit speelt een rol in het zoeken naar honing; veel planten hebben een zogenoemd honingmerk op de bloemen dat uit ultraviolette kleuren bestaat.:22
Naast de facetogen beschikt de bij over drie ocelli, enkelvoudige oogjes die gepositioneerd zijn in het midden van de bovenzijde van de kop. De ocelli zijn veel kleiner dan de facetogen en zijn door de vrij lange beharing niet altijd eenvoudig waar te nemen. De facetogen vervullen de belangrijkste visuele functie, terwijl de ocelli slechts grove lichtverschuivingen kunnen waarnemen.
De monddelen van de honingbij zijn omgeven door een bovenlip of labrum aan de bovenzijde en een onderlip of labium aan de onderzijde. Aan de voorzijde zijn de mandibels of bovenkaken gelegen. De kaken van bijen zijn relatief klein, aangezien ze niet meer gebruikt worden om te knippen. Andere vliesvleugeligen hebben wel ontwikkelde kaken omdat ze deze veel gebruiken. Voorbeelden zijn plooivleugelwespen die insecten tot een papje vermalen. De bovenkaak van de honingbij is afgeplat en heeft een lepelachtige vorm, de bovenkaken worden voornamelijk gebruikt om was te kneden en bewerken.:21 Verder is een achterkaak aanwezig die de proboscis of zuigsnuit draagt, aan het uiteinde hiervan is de tong of glossus aanwezig met aan het uiteinde een kleine driehoekige structuur, het labellum. De tong is voorzien van fijne haartjes en een groefje aan de onderzijde. Door het groefje loopt de honing in de mondopening van de bij.

### Borststuk
Het borststuk of thorax van de bij is net als bij andere insecten verdeeld in drie delen die van voor naar achter de prothorax (pro, voor), de mesothorax (meso, midden) en de metathorax (meta, achter) worden genoemd. Ieder segment draagt één paar poten aan de onderzijde en zowel het mesothorax- als het metathoraxdeel draagt ieder één paar vleugels aan de bovenzijde. De honingbij heeft in totaal dus vier vleugels en is hieraan te onderscheiden van enkele zeer sterk gelijkende insekten, zoals de blinde bij, een vlieg uit de familie Syrphidae. Zie ook onder onderscheid met andere dieren.

#### Vleugels

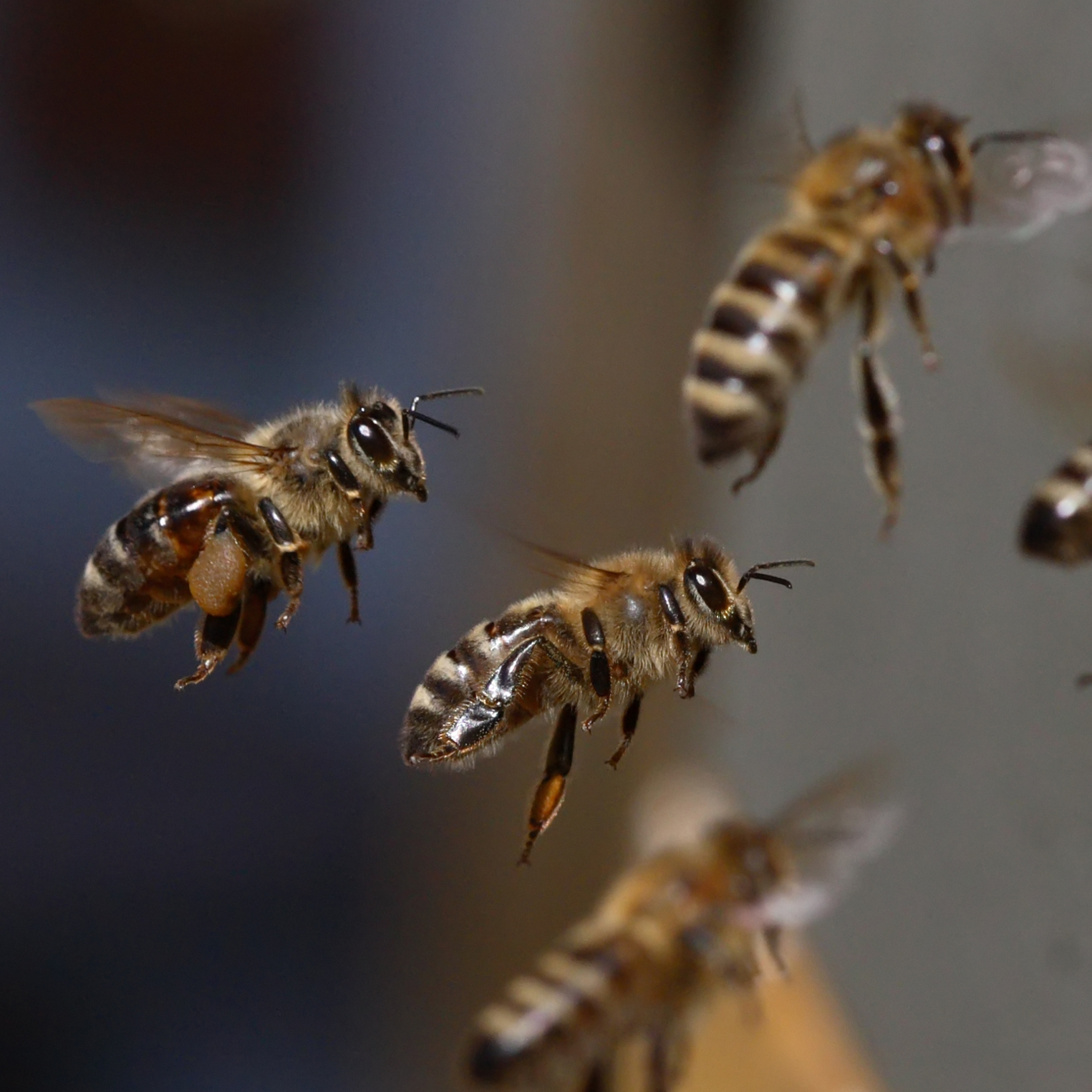
Vliegende honingbijen

De vleugels zijn vliesachtig en transparant, de vleugels van insecten zijn ontstaan uit poot-achtige structuren die zich hebben omgevormd tot verharde maar zeer dunne vliezen. De onderrand van de voorvleugel is voorzien van een rij groefjes en de bovenrand van de achtervleugel is voorzien van een rij gekromde haartjes. Als een honingbij op een bloem zit worden de vleugels over elkaar gevouwen en maken de groefjes en haartjes geen contact maar tijdens het vliegen haken de haartjes in de groeven zodat ieder vleugelpaar functioneert als een enkele vleugel wat de efficiëntie van het vliegen aanmerkelijk verhoogt. Deze verbindingsstructuren zijn de hamuli. Ook bij andere insecten is een dergelijke koppeling tussen de vleugels aanwezig, zoals bij veel vlinders.
De vleugels van insecten bestaan uit een vliezig oppervlak dat voorzien is van aders. De vleugeladering is bij de verschillende gevleugelde insecten steeds anders en ook de adering van de honingbij is soortspecifiek. De vleugels zijn voorzien van een duidelijke vleugeladering die zwart van kleur is. De verschillende vleugeladers hebben namen om ze van elkaar te onderscheiden, evenals de cellen die zij vormen. De cellen zijn de tussen de aders gelegen delen. De opvallendste cel is de zogenaamde radiaalcel, aan de bovenzijde van de vleugel. Deze cel is bij de honingbij sterk langwerpig van vorm. Onder de radiaalcel zijn drie kleine cellen gepositioneerd; de cubitaalcellen. Hieronder zijn de grotere discale cellen gelegen. Aan de basis van de vleugel is in het midden de mediaalcel te zien. Aan de bovenzijde van de vleugelrand is een donker vlekje te zien, het pterostigma. Deze structuur heeft waarschijnlijk een stabiliserende functie zodat de vleugel efficiënter bewogen kan worden.
De honingbij legt gedurende haar leven een enorme afstand af door van de voedselbronnen naar het nest te vliegen. De bij kan kilometers afleggen op zoek naar voedsel tijdens een enkele vlucht en maakt gemiddeld 15 vluchten per dag. Dit kan echter oplopen tot wel 150 vluchten per dag, het aantal bezochte bloemen kan hierbij oplopen tot rond de 1000.:40-41
De meeste werksters komen aan hun einde doordat de vleugels dusdanig zijn versleten dat ze niet meer naar het nest kunnen vliegen. Dit verklaart ook de langere levensduur van een werkbij in de winter en van de moer, want die vliegen vrijwel niet. Door het zware werk en de enorme afstanden die de werkster aflegt slijten haar vleugels snel, ze vliegt op sommige dagen wel 250 km. Na ongeveer 800 km vliegen zijn haar vleugels versleten. Ze verhongert dan of valt ten prooi aan roofdieren.

#### Poten

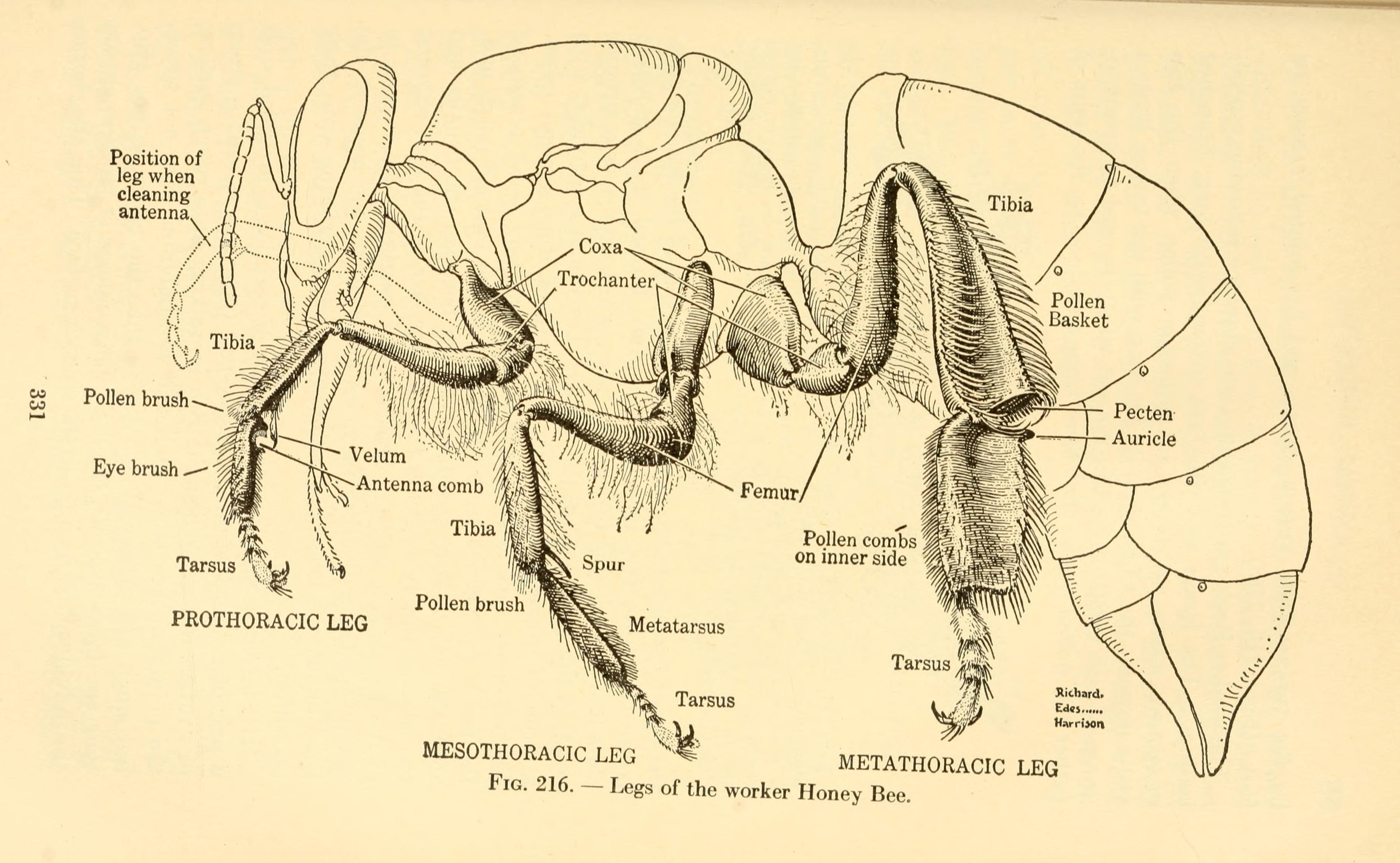
De poten van een honingbij
(1938), uit Animal Biology

De honingbij heeft drie paar poten, die wat betreft onderdelen gelijk zijn maar de vorm van de verschillende leden is duidelijk anders per potenpaar. De poten worden gebruikt om het lichaam aan het substraat te hechten maar hebben daarnaast verschillende andere functies. De poten bestaan uit een coxa (heup), een femur (dij), een tibia (scheen) en ten slotte de tarsus (voet). De tarsus is het enige deel van de poot dat bestaat uit geledingen, de tarsus van bijen hebben altijd vijf geledingen. Opmerkelijk is dat het eerste tarsuslid van de honingbij altijd sterk verbreed is en voorzien van haartjes. Dit eerste lid is de basitarsus en bij de voorste en de achterste poot heeft de basitarsus een speciale bouw en bijbehorende functie. Het laatste deel van de tarsus, dus aan het uiteinde van de poot, draagt de klauwtjes, die haakvormig zijn. Hiermee houdt de bij zich vast aan het substraat.
Het voorste paar poten heeft een complexe bouw, de poot vervult een functie als poetsorgaan voor de antennes en de ogen. De honingbij strijkt hiertoe de antenne aan de kop langs een opening in de voorpoot om de antenne van vervuilingen te ontdoen. De ogen en de antennes van de honingbij zijn zeer gevoelig maar als ze vervuild raken door stofdeeltjes boet de efficiëntie in. Aangezien de honingbij vaak in omgevingen komt waarin zich veel stuifmeel bevindt, raken ze ook snel vervuild. Het poetsorgaan bestaat uit een ronde inkeping in de basitarsus, die aan de binnenzijde is voorzien van fijne haartjes. Het uiteinde van het boven de basitarsus gelegen deel, de scheen of tibia, heeft een scharnierend uitsteekseltje dat wordt geopend als de antenne in het poetsorgaan wordt gebracht en vervolgend gesloten. Zo wordt de antenne omgeven door de fijne borstelhaartjes en door de antenne van voor naar achter door het poetsorgaan te schuiven wordt het oppervlak ontdaan van kleine deeltjes. Iets achter het scharnierende deel van de tibia is een fijne beharing aanwezig op de poot, die dient als oogborstel. De oogborstel wordt over het oogoppervlak bewogen om de facetogen te reinigen.
Het middelste potenpaar is vergelijkbaar met de poten van andere insecten en draagt geen gespecialiseerde structuren. De poot speelt wel een rol bij het in het korfje krijgen van het stuifmeel; de haartjes op de middenpoot bestaan uit verlengde setae die het stuifmeel als het ware in het korfje kammen.
De achterpoten zijn het best ontwikkeld; dit potenpaar heeft een aantal structuren die de honingbij in staat stelt om grote hoeveelheden stuifmeel te verzamelen en te vervoeren. Het stuifmeel wordt samengebracht in het stuifmeelkorfje, dit is een dieper gelegen deel van de poot dat omgeven is door lange, naar het ingezonken deel dat wordt omgeven door lange en naar de korf gerichte haren. Het stuifmeelkorfje is gelegen in de scheen van de poot, aan de buitenzijde. Het stuifmeel wordt in de korf gebracht door bewegingen van de poten, meer specifiek het verbrede eerste tarsusdeel, de basitarsus. De basitarsus is voorzien van rijen haartjes zodat een borstel wordt gevormd. De bij veegt op een bloem het stuifmeel in de omgeving bij elkaar en stopt het in het korfje Om het geheel wat plakkeriger te maken wordt honing uit de honingmaag opgegeven en aan de stuifmeelkorrels toegevoegd. Terwijl de bij naar een volgende bloem vliegt worden de achterpoten druk bewogen waarbij het stuifmeel door de borstel in het stuifmeelkorfje wordt gedrukt. Af en toe wordt het wat aangestampt om te zorgen dat het stuifmeel in het korfje blijft zitten.

### Achterlijf

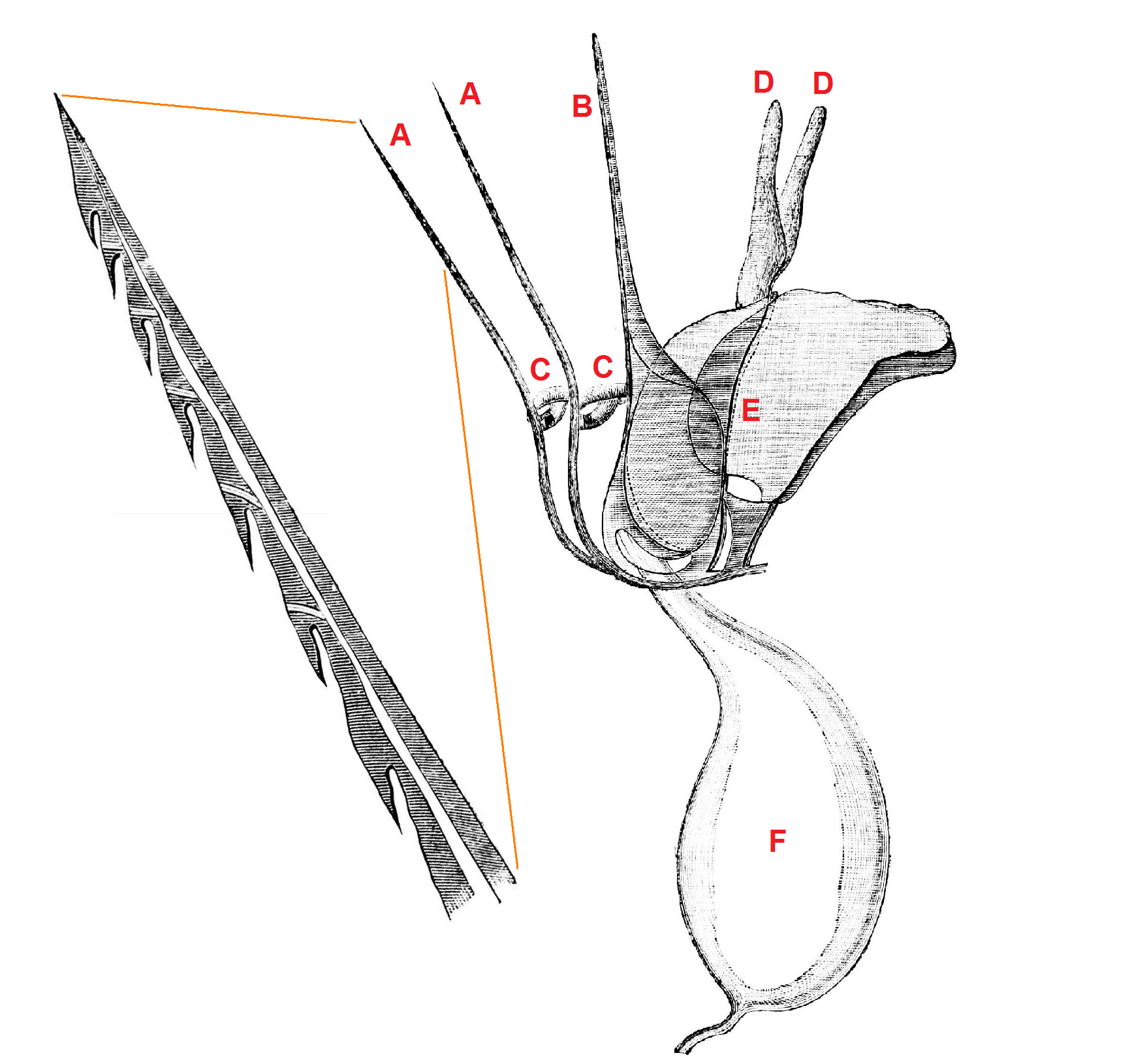
Onderdelen van het gifapparaat
----

Het achterlijf van de honingbij is duidelijk te onderscheiden van het borststuk door een sterke insnoering. Deze zogenaamde wespentaille komt bij alle vliesvleugelige insecten voor, zoals wespen en mieren. Doordat het borststuk en het achterlijf niet tegen elkaar aan liggen - zoals bij andere insecten als kevers het geval is - krijgt het lichaam van de bij veel meer bewegingsvrijheid. Deze insnoering van het lichaam wordt gevormd door de eerste delen van het achterlijf, de petiolus.
Bij de werkbijen herbergt het achterlijf de inwendige gifklieren, het gifzakje waarin zich een voorraad gif bevindt. Zie voor de werking van de gifklieren ook onder gifklier. Aan het uiteinde van het achterlijf is een schacht aanwezig dat een uitstulpbaar steekorgaan bevat; de angel. In het achterlijf zijn ook de belangrijkste delen van de orgaansystemen gelegen, zoals de spijsvertering en verschillende klieren, deze worden besproken onder inwendige anatomie.
De angel is in feite een omgebouwde legbuis, deze ovipositor komt ook voor bij andere insecten. Deze wordt bij andere insecten alleen gebruikt om de eitjes in het substraat in te brengen, zoals bij sabelsprinkhanen het geval is. Bij veel vliesvleugeligen zoals hommels, bijen, wespen en een aantal mieren wordt de legbuis niet meer gebruikt om eieren af te zetten maar dient alleen om te steken. Omdat alleen de vrouwtjes een legbuis hebben kunnen alleen zij steken, de mannetjes kunnen dit niet.
Het steekapparaat bestaat uit verschillende onderdelen, in het gifzakje wordt het vergif bewaard. De angel bestaat uit twee delen die worden omgeven door een schede-achtige structuur. De angeldelen zijn tegen elkaar gelegen en hiertussen ontstaat zo een kanaaltje. Aan het uiteinde van de angeldelen zijn weerhaakjes aanwezig waardoor de angel zeer lastig te verwijderen is. Boven de angel zijn twee kleine tastorgaantjes gelegen, die de locatie van de steek onderzoeken op geschiktheid. De angel worden van gif voorzien door twee kanaaltjes en het gif wordt ingespoten door de samentrekking van spieren. De spieren zijn aan de verharde achterlijfsdelen gehecht. Als een bij probeert te steken, wordt eerst het achterlijf gekromd en met de tastorgaanjes worden een zacht oppervlak opgezocht. Een bij zal hierdoor niet in een verhard deel steken zoals een nagel. Vervolgens wordt de angel uitgestoken en met de spieren wordt deze ingebracht in het substraat. Het gif wordt in de wond gepompt en tevens worden er feromonen afgescheiden die een alarmerende werking hebben op de andere bijen. De bij vliegt vervolgens weg waarbij het steekorgaan van het achterlijf scheurt. De gifklier blijft hierdoor op het slachtoffer aanwezig en door contracties blijft deze gif inspuiten, ook nadat de bij al weggevlogen is. Als het slachtoffer pech heeft, pikken andere bijen in de omgeving het alarmferomoon op, waarna ze allemaal zullen proberen te steken.

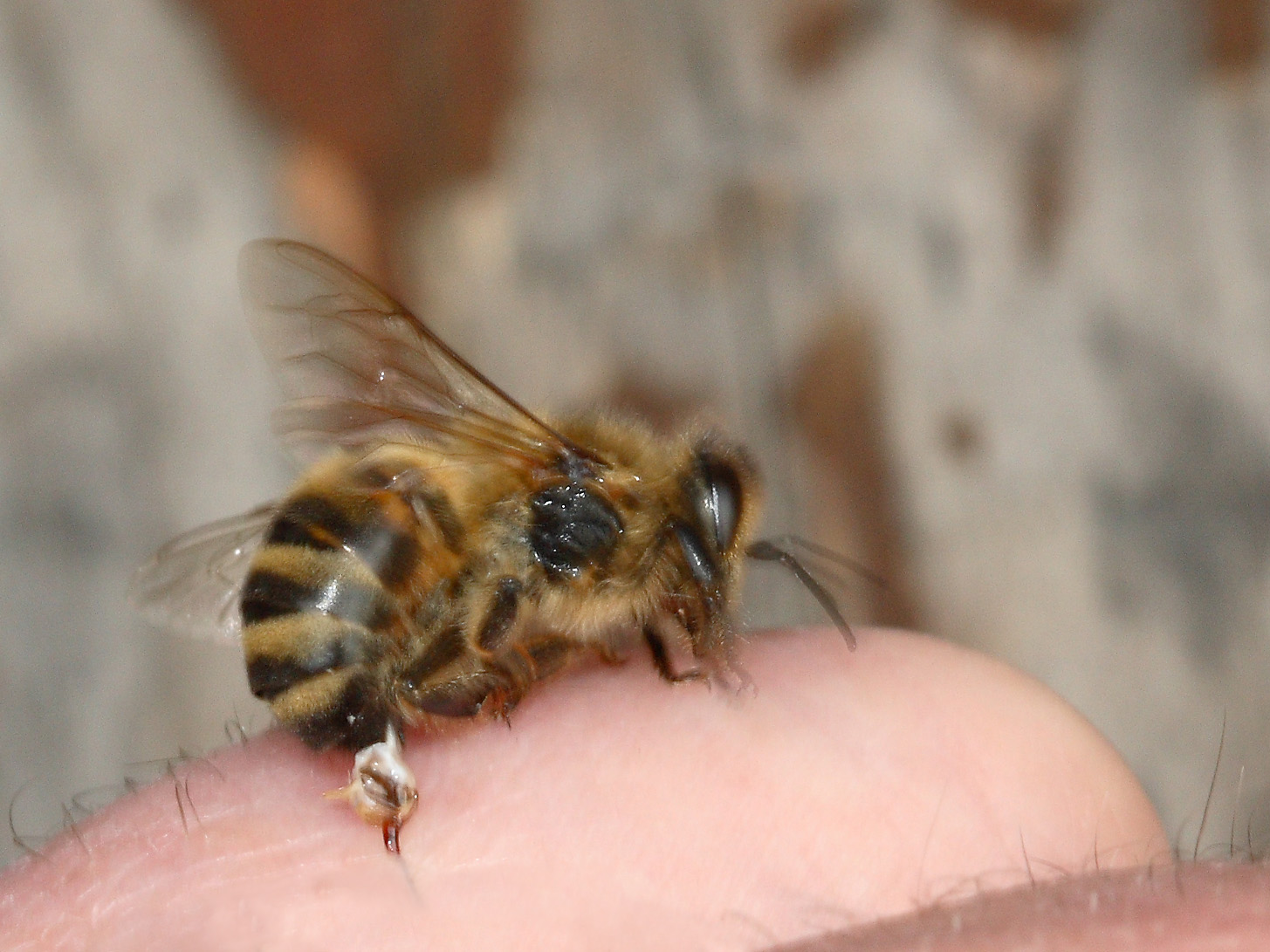
Een stekende honingbij, de angel laat los

Het zijn vaak de wachterbijen die het nest bewaken die steken, ook als een bij die naar voedsel zoekt wordt lastiggevallen zal deze steken. Zowel de wachterbijen en de exemplaren die honing zoeken zijn allemaal oudere exemplaren. De jongere bijen werken vooral in het nest, ze bouwen raten en voeren de larven. De oudere bijen worden dus continu vervangen door jongere bijen en het is dus niet erg dat een deel van de bijen wegvalt doordat ze sterven na een steek.
Er wordt wel gedacht dat de bijenkoningin niet kan steken omdat zij eitjes moet afzetten. De eitjes komen echter door een opening aan de basis van de angel naar buiten, de angel is net zoals de werksters volledig ontwikkeld en een moer kan dus wel degelijk steken. Haar angel is echter wel anders van vorm dan die van de werksters; de punt draagt geen weerhaakjes zodat de moer niet sterft na een steek. Zij is dus de enige honingbij die meerdere keren kan steken.
Aan het einde van het achterlijf zijn ook de geslachtsorganen gelegen. Een belangrijk verschil tussen de moer en de werksters is de grootte van het eilegapparaat. Bij de moer vullen ze vrijwel het gehele achterlijf, de basis van het geheel is een ongepaarde eierstok die in verbinding staat met de geslachtsopening. Vlak na de geslachtsopening is het zaadblaasje of spermatheek gelegen, die met een opening in verbinding staat met de eierstok. Achter het zaadblaasje vertakt de eierstok zich in twee strengen. Iedere streng is verder vertakt in vele tientallen kleine trosjes. Deze bestaan weer uit kleinere, langwerpige structuren, de eibuisjes of ovariolen. Hierin rijpen de eieren tot ze kunnen worden afgezet, ze worden dan langs de ongepaarde deel van de eileider en komen ze in aanraking met de opening naar het zaadblaasje. In de meeste gevallen worden eitjes afgezet die werksters voort moeten brengen en wordt het ei bevrucht. Als er behoefte is aan mannetjes blijft de opening van de spermatheek gesloten en wordt het ei niet bevrucht. Alleen uit onbevruchte eitjes kunnen mannetjes ontstaan, zij hebben dus slechts de helft van het genetisch materiaal. Een dar heeft door de gespecialiseerde voortplanting feitelijk geen vader maar wel een grootvader.

## Onderscheid met andere dieren

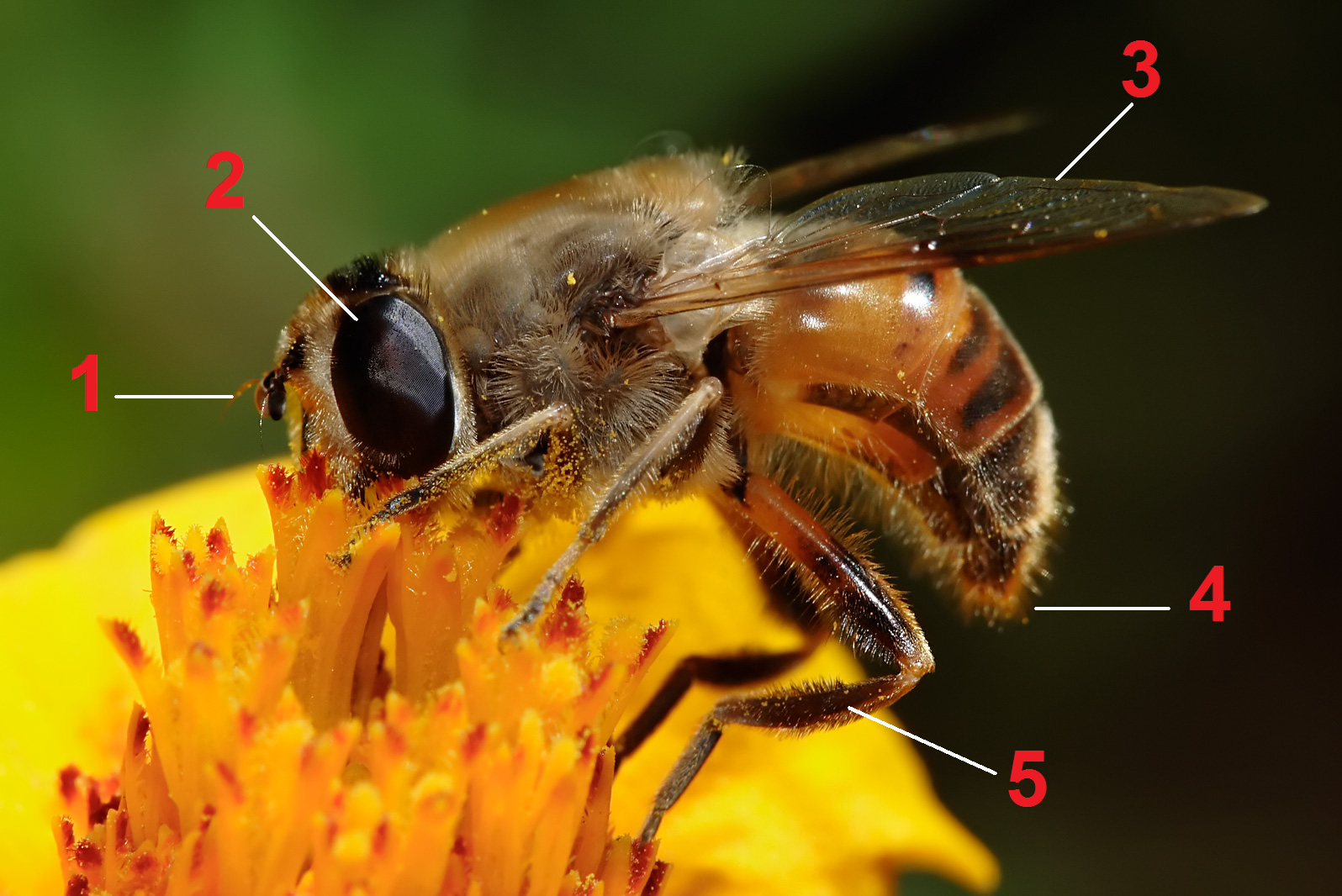
Een zweefvlieg verschilt van een honingbij:
----

De honingbij lijkt sterk op andere soorten uit het geslacht Apis, zoals de Aziatische honingbij (Apis cerana). Deze soort komt meer in het oosten van Azië voor en is aan het verspreidingsgebied vaak te onderscheiden. De Aziatische honingbij blijft iets kleiner dan de honingbij, een ander verschil zijn de meer geprononceerde gele dwarsbanden van het achterlijf. Bij de honingbij zijn deze donkerder van kleur en minder goed te onderscheiden.
De honingbij is ook te verwarren met enkele andere soorten bijen, zoals de solitaire grote zijdebij (Colletes cunicularius). Net als andere solitaire bijen vormt deze soort echter geen kolonies en de poten dragen geen stuifmeelkorfjes. Daarnaast verschilt ook de radiaalcel, dit is de vleugelcel aan de top van de voorvleugel. Deze is bij de honingbij altijd zeer langwerpig, bij de grote zijdebij is de cel aanmerkelijk korter.
Bijen en wespen worden vermeden door sommige insecteneters omdat ze kunnen steken. Hierdoor worden ze door andere insecten geïmiteerd, dit zijn vrijwel altijd zweefvliegen. Met name de soorten uit het geslacht Eristalis lijken sprekend op de honingbij. In België en Nederland komt met name de blinde bij (Eristalis tenax) algemeen voor. Zweefvliegen zijn op verschillende manieren te onderscheiden, het belangrijkste verschil is af te lezen aan het aantal vleugels; bijen hebben altijd twee paar (vier) vleugels, terwijl de zweefvliegen altijd één paar (twee) vleugels hebben en twee tot kleine flapjes omgevormde vleugels die nauwelijks waarneembaar zijn. Zweefvliegen kunnen dankzij deze aangepaste vleugels doodstil in de lucht blijven zweven, bijen kunnen dit niet. Een ander verschil zit in de ogen, zweefvliegen hebben altijd ronde ogen, net als de mannetjes van de honingbij. De vrouwtjes echter, die vrijwel alle in het veld aangetroffen exemplaren vertegenwoordigen, hebben langwerpige ogen. Zweefvliegen hebben ten slotte zeer korte antennes, deze bestaan net als die van de honingbij uit drie delen maar zijn wezenlijk korter. Bovendien zijn de antennedelen van de bij sterk verschillend van lengte en die van de zweefvlieg zijn ongeveer even lang. Zweefvliegen hebben nooit stuifmeelkorfjes en leven uitsluitend van de nectar. Ten slotte hebben zweefvliegen nooit een legbuis en ontbreekt dus ook de angel.

## Inwendige anatomie
Een aantal orgaanstructuren bevindt zich in een bepaald deel van het lichaam, zoals het steekapparaat en de geslachtsorganen die in het achterlijf gelegen zijn. Andere systemen zijn door het gehele lichaam gelegen zoals het zenuwstelsel en de bloedsomloop. De verschillende klieren bevinden zich vaak wel in een bepaald deel, maar het secretiesysteem wordt voor de overzichtelijkheid apart behandeld.

### Ademhaling, bloedsomloop en zenuwstelsel

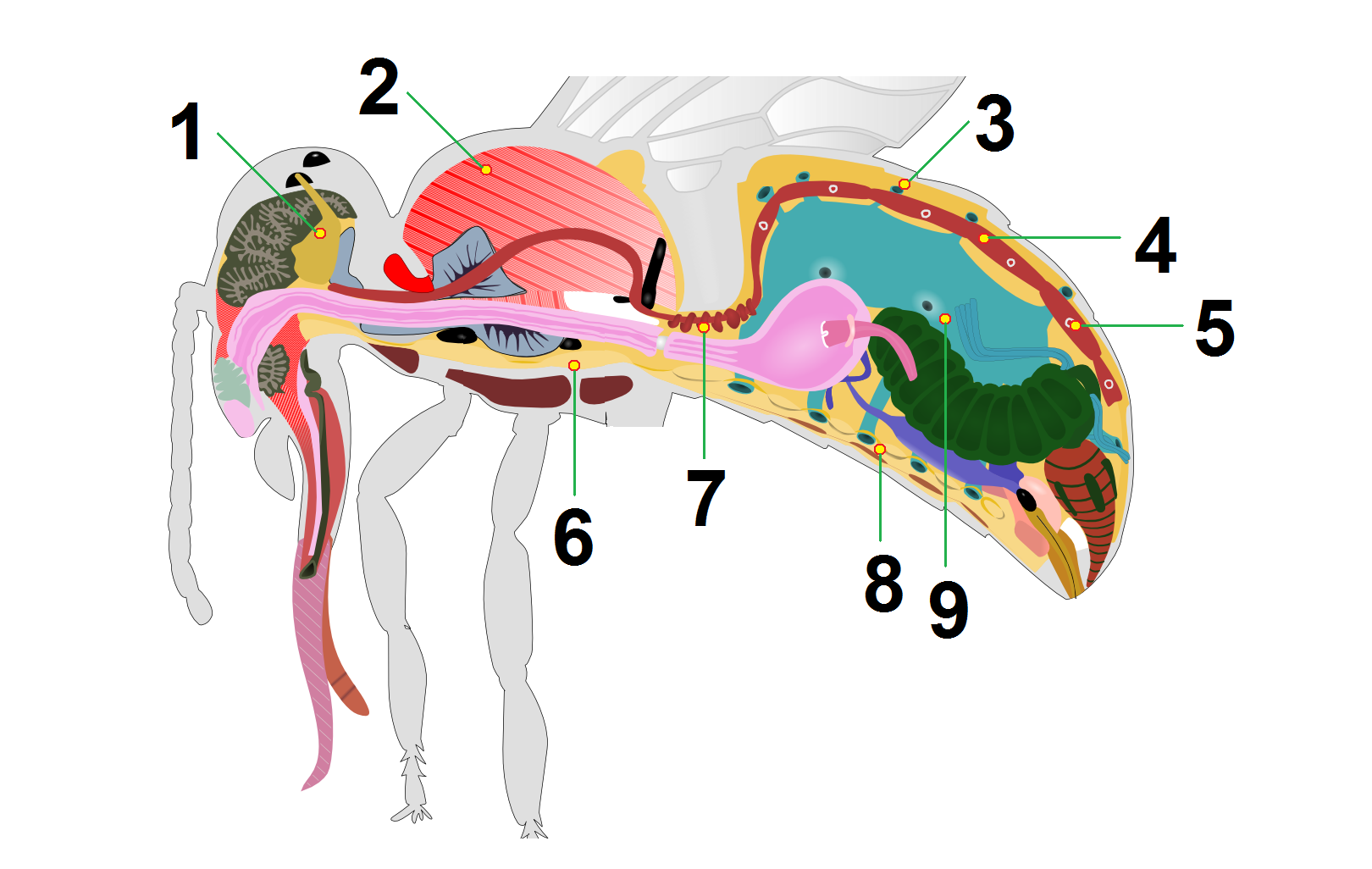
De verschillende delen van het ademapparaat en zenuwstelsel van de honingbij.
----

Net als alle insecten heeft de honingbij geen longen en ademt niet door de mond. De bij verkrijgt zuurstof uit atmosferische lucht door de ademopeningen aan weerszijden van het achterlijf. Deze zuigen lucht aan die door de buisjes of tracheeën lucht naar de organen pompen. Deze ademopeningen zijn de stigma. De zuurstof wordt dus direct naar de orgaanweefsels gevoerd en niet via een bloedvloeistof. Het bloed is daarom kleurloos tot geelachtig, het bevat geen zuurstofbindende moleculen die het bloed bij andere dieren een duidelijke rode of blauwe kleur geven. De ademhaling is door de pompbewegingen goed zichtbaar als regelmatige samentrekkingen van het achterlijf.
Het zenuwstelsel van de volwassen honingbij is goed ontwikkeld wat het complexe gedrag verklaart. Ook andere insecten hebben een soms buitengewoon ingewikkelde levenswijze en kennen een breed scala aan gedragingen, bij de honingbij echter zijn dergelijke gedragingen en de achtergelegen oorzaken goed onderzocht.
De honingbij heeft relatief grote hersenen in vergelijking met andere insecten. De hersendelen van de werkster van de honingbij die het oriëntatievermogen regelen zijn verhoudingsgewijs veel groter. De hersenen staan in verbinding met de twee zenuwknopen in het borststuk en de vijf knopen in het achterlijf middels twee zenuwstrengen die het geheel verbinden.
Het gehele lichaam van de honingbij is bedekt met fijne haartjes of setae, die mechanoreceptorische zintuigcellen bevatten. Deze kunnen bewegingen omzetten in elektrische signalen die het zenuwstelsel prikkelen. De belangrijkste zintuiglijke organen bevinden zich op de kop, zoals de antennes. Deze zijn bedekt met receptoren die chemische verbindingen oppikken. Ze dienen om geuren en smaken waar te nemen. Ook de klauwen op de tarsus kunnen smaken waarnemen.
De larven van de honingbij hebben een zenuwstelsel bestaande uit hersenen aan de kopzijde en een zenuwknoop of ganglion in ieder segment dat de plaatselijke zenuwen aanstuurt. Deze zenuwknopen kunnen indien nodig direct worden aangestuurd door de hoofdhersenen.

### Spijsvertering

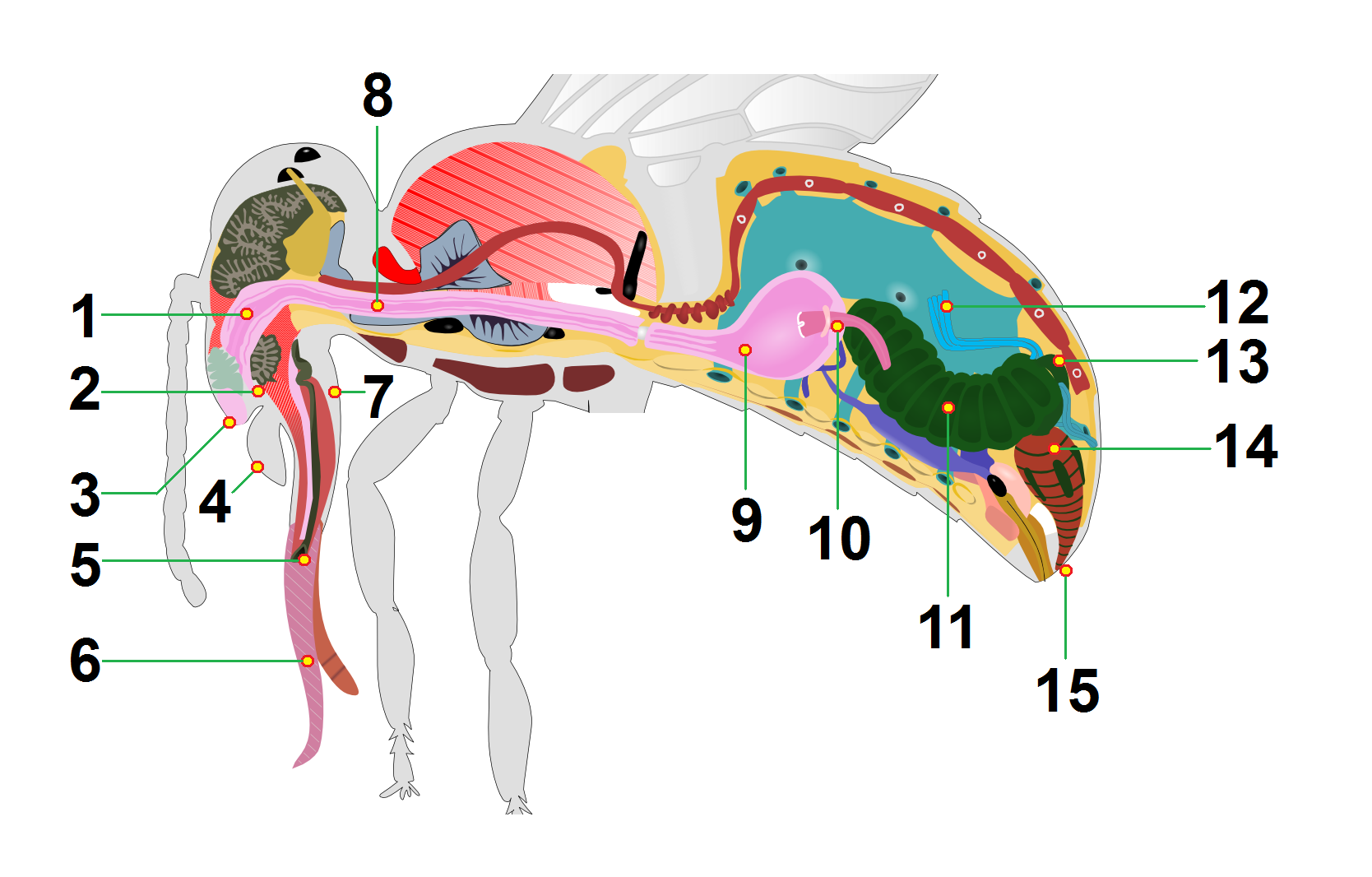
Schema van de spijsvertering van de honingbij.
----

De monddelen van een honingbij bestaan uit een bovenlip of labrum en een onderlip of labium, hiertussen is de zuigsnuit of proboscis gelegen, deze kan worden uitgestoken om dieper in de bloem te geraken. Zodra de bij voedsel opzuigt wordt het door samentrekkingen van spieren naar de slokdarm gebracht.:17-18 Aan het eind van de slokdarm is de honingmaag gelegen, hierin wordt de nectar bewaard. De honingmaag is een vergroot deel van de slokdarm en is te vergelijken met een krop zoals bij gewervelden dieren voorkomt. Het is afhankelijk van de bloem waaruit de bij voedsel zuigt hoe snel de maag gevuld is. De bloemen van klaver bijvoorbeeld bevatten niet veel nectar en een honingbij moet 1000 tot 1500 bloemen bezoeken teneinde voldoende nectar te zuigen om de honingmaag te vullen.
Om te voorkomen dat de bij het verzamelde nectar zelf verteert in plaats van het af te geven in het nest is er een ventiel aanwezig tussen de honingmaag en de werkelijke maag. Dit ventiel is het proventriculus, het ventiel kan door de bij worden geopend als er behoefte is aan energie. Het ventiel haalt ook kleine vaste deeltjes uit de nectar, zoals stuifmeelkorrels en zelfs bacteriën.:17-18 Deze deeltjes worden verwijderd en naar de middendarm gebracht waar ze worden verteerd. De middendarm is de eigenlijke maag van de bij. De middendarmwand scheidt enzymen uit die de suikers en eiwitten in het voedsel opnemen zodat ze kunnen worden omgezet in de voor de bij bruikbare stoffen. Wat overblijft wordt naar de endeldarm getransporteerd. Aan het einde van de middendarm zijn vele buisachtige structuren aanwezig, de buizen van Malpighi. Deze structuren voeren de stikstofhoudende afvalstoffen af waarna ook deze naar de endeldarm worden gebracht. De buizen zijn wat betreft functie vergelijkbaar met de nieren van zoogdieren
Bijen ontlasten zich liefst niet in het nest maar tijdens het vliegen. Alleen in de winter moeten de bijen hun behoefte in het nest doen, wat de kans op ziektes verhoogt. Als een bij zich langere tijd niet kan ontdoen van de afvalstoffen, zoals tijdens een vorstperiode, kan de endeldarm sterk worden uitgerekt. Bij een overbelasting van de endeldarm kan diarree of roer optreden.
Het voedsel van de larven is rijk aan proteïnen (stuifmeel) en suikers (nectar) en de larven verteren het voedsel vrijwel volledig zodat weinig afvalstoffen achterblijven. De larven hebben een sterk aangepaste spijsvertering; ze hebben het nadeel dat ze hun hele ontwikkeling doorbrengen in een broedcel. Als ze zich zouden ontlasten raakt de cel vervuild met de eigen uitwerpselen en dit werkt bacteriegroei in de hand. Hiertoe worden de fecaliën opgevangen in het achtereinde van het lichaam van de larve en pas vlak voor de verpopping kan de larve zich ontdoen van de verteringsresten. De middendarm van de larven heeft geen uitgang waardoor de afvalstoffen worden opgeslagen. Pas vlak voor de verpopping komen de fecaliën vrij, ze worden vervolgens tegen de wand van de cel geplakt en bedekt met een laagje spinsel.:17-18

### Kliersystemen

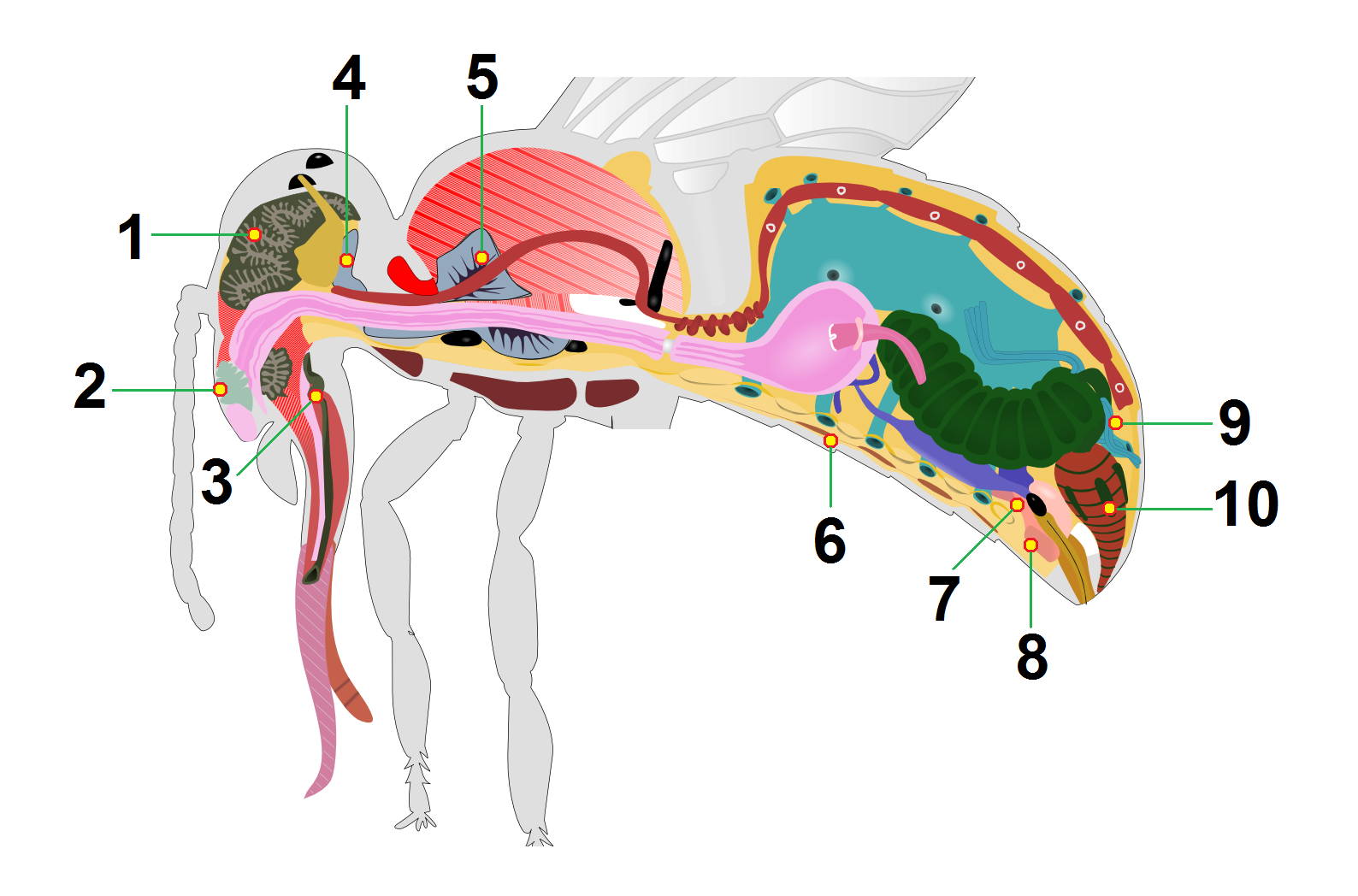
Kliersystemen van de honingbij:
----

De honingbij heeft door het gehele lichaam verschillende klieren die uiteenlopende functies dienen. Sommige klieren hebben een functie in de spijsvertering en dienen om voedsel beter verteerbaar te maken. Andere klieren spelen een rol bij het bouwen van het nest en ook zijn geurklieren aanwezig om soortgenoten informatie te geven. De verschillende klieren van bijen worden onderstaand beschreven van voor- naar achterzijde, de nummering verwijst naar de afbeelding rechts.
De kop van de bij bevat verschillende klieren, die een grote rol spelen bij het in stand houden van de bijenkolonie. De belangrijkste klier is de hypopharyngeale klier of voedersapklier (1). Deze klier is aan de voorzijde van de kop gelegen en bestaan uit vele ronde, trosvormige orgaantjes die in verbinding staan met een kanaal in het midden. Het kanaaltje van de voedersapklier komt uit in de mond. De voedersapklier is een zeer gespecialiseerd orgaan dat gedurende de ontwikkeling van de volwassen bij volledig in functie omschakelt. Bij de honingbij is het zo dat een jonge bij de larven verzorgt en alleen de oudere bijen zich buiten het nest begeven om voedsel te zoeken, zie ook onder taakverdeling. De jonge honingbijen hebben een volledig ontwikkelde voedersapklier die een zoete afscheiding produceert die alleen dient om de larven van de bijen te voeren. Als de honingbij ouder wordt, verschrompelt de klier en er wordt geen voedersap meer aangemaakt.
De verkleinde klier krijgt een wezenlijk andere werking en scheidt het enzym invertase uit. Invertase speelt een belangrijke rol bij de omzetting van nectar naar honing. Een honingbij is in staat de klierfunctie weer om te zetten indien nodig en honingbijen die overwinteren zetten het mechanisme uit zodat ze hun larven kunnen blijven voeren.
De honingbij heeft twee soorten speekselklieren, waarvan de kopspeekselklier (4) gelegen is in de kop. Aan de voorzijde van het borststuk zijn de borstspeekselklieren (5) gepositioneerd. Deze kliersystemen bestaan uit vertakje trosjes weefsel die enzymen aanmaken, deze spelen een ondersteunende rol in de spijsvertering. Beide klieren monden uit in dezelfde klierbuis, de klieropening is gelegen in de mondholte (farynx) van de honingbij. Als er vloeistoffen uit de voedersapklier worden afgescheiden, wordt er altijd wat vloeistof door de speekselklieren aan toegevoegd. De kop draagt een bovenkaakklier (2) en een onderkaakklier (3), het geheel wordt aangeduid met de mandibulaire klieren. Deze klieren voegen een conserveringsmiddel toe aan de voedersapvloeistof zodat deze minder snel bederft.
De wasklieren (6) dienen om was aan te maken om zo de raatcellen op te bouwen. Het komt binnen de dierenwereld wel meer voor dat een dier zijn eigen leefomgeving bouwt uit lichaamsexcrementen, zoals bijvoorbeeld voorkomt bij spinnen. De wasproductie van bijen is echter een van de meest gespecialiseerde vormen van nestbouw, de meeste andere nestbouwende insecten maken hun nest uit natuurlijke producten die ze in de omgeving aantreffen, zoals zand (termieten), bladeren (weefmieren) en kleine takjes (kokerjuffers). De raat van de honingbij is echter volledig afkomstig van de klieren aan de onderzijde van het achterlijf, de wasklieren. Deze klieren zijn gelegen tussen de buikplaten of sternieten aan de onderzijde van het achterlijf. De honingbij heeft altijd vier paar wasklieren, dus acht in totaal.
Het steekapparaat van de vliesvleugeligen is ontstaan uit een eierlegbuis of ovipositor en is omgevormd tot een angel. Zie voor een beschrijving van het steekapparaat onder achterlijf. De angel is een soort injectienaald die gif toedient, het gif wordt aangemaakt door een dunne, draadachtige gifklier (7). Het aangemaakte gif wordt verzameld in de gifblaas, dit is het meest geprononceerde deel van de klier. Aan de buikzijde is als onderdeel van de gifklier nog een alkalische klier (8) aanwezig. Deze klier speelt geen rol in de gifproductie, maar maakt een wasachtige stof aan die de angel als het ware permanent smeert zodat deze op ieder moment gebruiksklaar is.

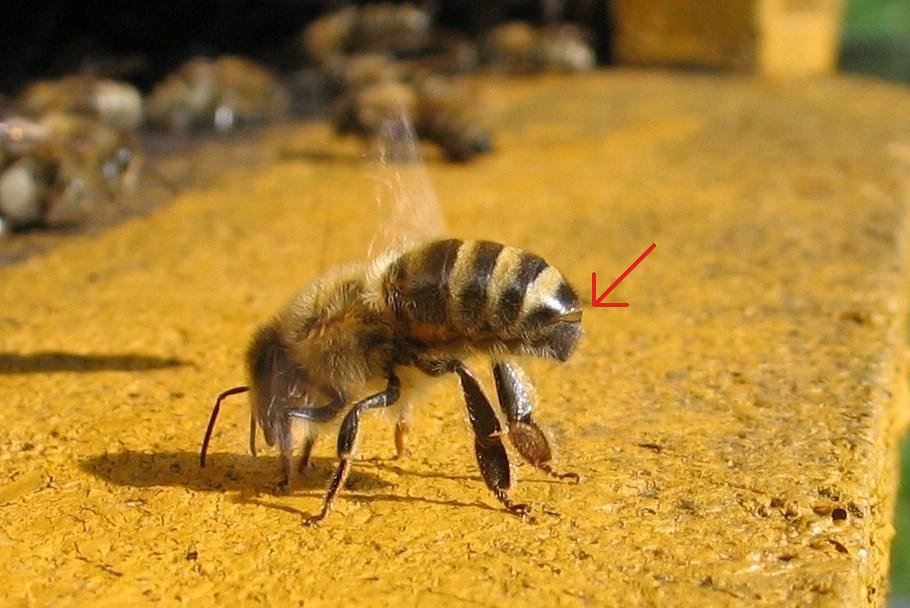
De nasonovklier wordt uitgestoken en de vleugels worden bewogen om de geurstoffen te verspreiden

Aan het uiteinde van het achterlijf is aan de bovenzijde, tussen de laatste rugplaat en de achterlijfspunt, een geurklier aanwezig die dient ter communicatie, de nasonovklier (9) naar de ontdekker ervan. De geurklier is normaal gesproken geborgen onder de achterlijfsplaten, maar kan worden uitgestoken om lokstoffen te verspreiden. De bij neemt hierbij een specifieke lichaamshouding aan en staat hoog op de achterpoten om de klier te verheffen wat de efficiëntie vergroot. De honingbij zal bij het gebruik van de klier van Nasonov met de vleugels wapperen om de uitgescheiden geurstoffen verder te verspreiden. Aan het uiteinde van het achterlijf zijn de achterlijfsklieren (10) gelegen.
De omgeving van het nest, zoals een holle boom, is vaak voorzien van kieren en gaatjes die toegang bieden voor kleine nestparasieten. Dergelijke openingen in het nest die te klein zijn om als uitgang te kunnen worden gebruikt, worden dichtgemetseld met een speciale kitstof, de propolis. Propolis is geen pure klierafscheiding zoals de was of het voedersap, maar is een natuurlijk materiaal dat meestal van plantaardige oorsprong is. Vaak wordt hars of gemalen plantendelen gebruikt, maar ook is beschreven dat soms teer wordt gebruikt van geasfalteerde wegen. Wel worden door de bij afscheidingen toegevoegd die de substantie een antimicrobiële werking geven. De stof is antiviraal en schimmel- en bacteriedodend. Propolis wordt ook gebruikt op de raatcellen om deze tegen microben te beschermen. Hier wordt echter slechts een dun filmlaagje propolis gebruikt.

## Taakverdeling van de werkbijen
Het in stand houden van het nest vereist een grote mate van samenwerking en de werksters hanteren een strikte taakverdeling. Belangrijke taken zijn het maken van nieuwe raatcellen, het verzorgen van de larven, het schoonhouden van het nest, het verjagen van vijanden, het dichten van kleine nestopeningen, het ventileren van het nest, het maken van honing, het zoeken naar voedsel en het beschermen van het nest. Het werkzame leven van een honingbij begint al direct nadat zij uit de cel is gekropen.
Honingbijen beschikken over een interne biologische klok, waardoor ze beter kunnen navigeren en taken kunnen verdelen. Daarnaast is de biologische klok van groot belang bij de bijendans, waarmee de werksters elkaar informatie doorgeven over voedselbronnen.
De taken van een honingbij veranderen gedurende haar leven. De jonge, net uitgekomen bijen hebben andere taken dan de oudere bijen. De jongere exemplaren kunnen meteen vliegen maar doen dit zelden, ze blijven in het nest en voeren huishoudelijke taken uit. Een pas uitgekomen honingbij zal zich voornamelijk bezighouden met het schoonpoetsen van cellen, enkele dagen later is zij ook in staat de nectar te bewerken. Ondertussen kijkt de jonge werkster het uitvoeren van een bijendans af van haar soortgenoten. Na zes dagen kan zij jonge larven verzorgen en voeden. Als de werkster ongeveer vijftien dagen oud is, zal zij af en toe bij de vliegopening gaan kijken en helpt daar ook bij de bewaking van de woning. Als zij ongeveer 21 dagen oud is, vliegt de werkster voor de eerste maal uit om nectar en stuifmeel te verzamelen.
De oudere bijen vliegen juist veel en zoeken naar voedsel of bewaken de nestingang. Deze verandering in taakverdeling verhoogt de efficiëntie van het bijenvolk en wordt in stand gehouden door de constante aanvoer van nieuwe bijen die uit hun pop kruipen. De bijen verspreiden zich hierdoor van binnen naar buiten het nest. In grote volken kunnen dagelijks 1000 tot 2000 nieuwe exemplaren uitsluipen.:35

### Het bouwen van het nest

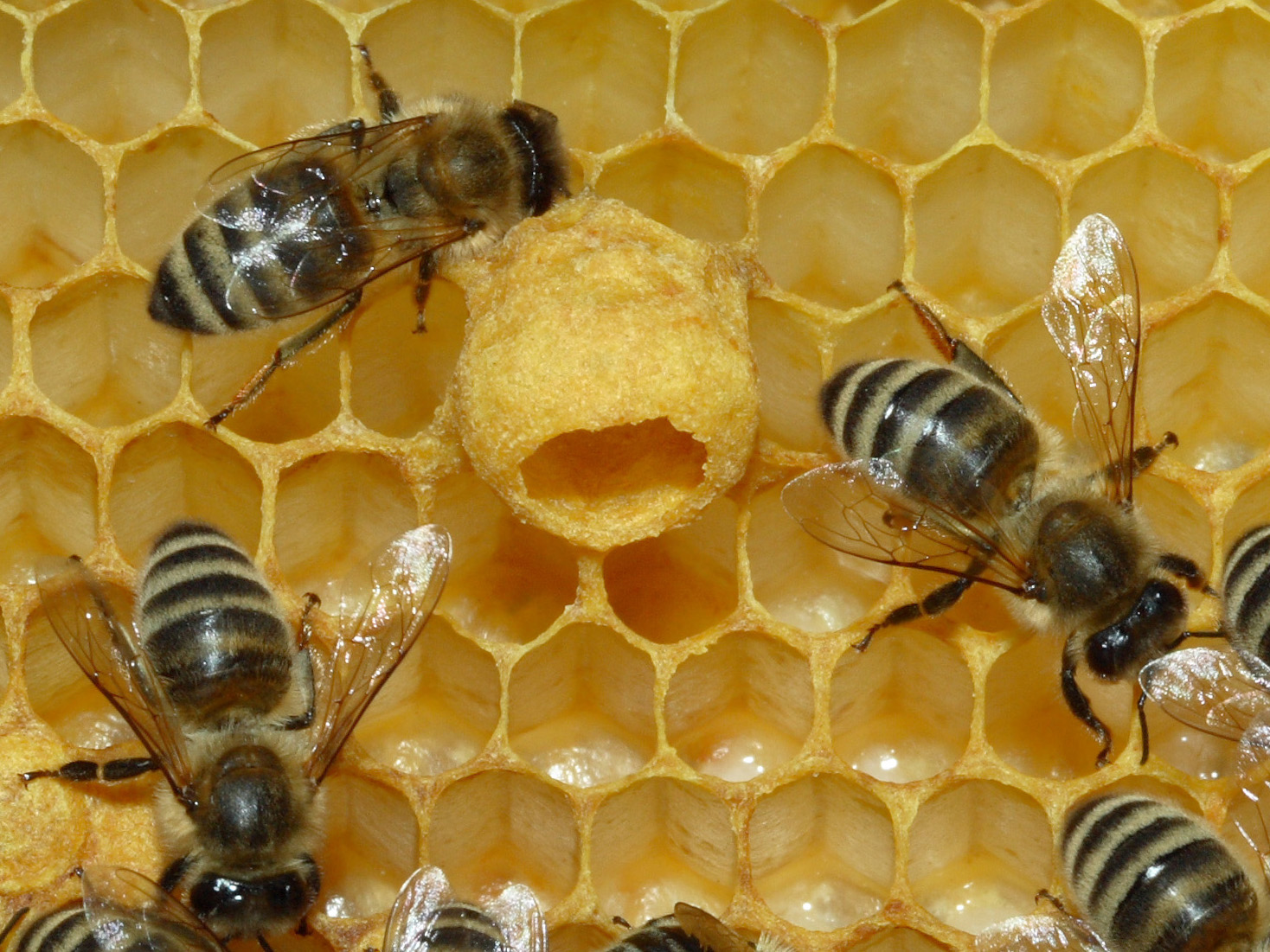
De werksters bouwen een moerdop, een koninginnecel

Het overgrote deel van de populaties van de honingbij leeft in door de mens gecreëerde nesten, de bijenkorven of bijenkasten. In de vrije natuur leven bijen op beschutte plekken zoals in holle bomen en soms in ondergrondse nesten.
De honingbij wordt geboren in een ei dat door de moer in een van de cellen in de bijenraat is gebracht. De cel wordt voorzien van voedsel en wordt vervolgens afgesloten door een dekseltje van bijenwas. Ook de raat zelf bestaat uit was, de raat kan honderden cellen bevatten die een verschillende functie hebben. Sommige cellen dienen als broedkamer voor de larven en de poppen, andere dienen als opslagplaats voor stuifmeel en honing. De cellen worden na gebruik schoongemaakt door de werksters, de cellen worden meerdere malen gebruikt.
De raat bestaat uit bijenwas en wat direct opvalt zijn de cellen die allemaal hexagonaal zijn wat betekent dat ze een zeshoekige vorm hebben. Een ander kenmerk van de cellen is dat ze materiaalkundig gezien uit exact de juiste dikte bestaan. De raten zijn opgebouwd uit een wasachtige stof, bijenwas. De cellen waarin mannetjes opgroeien zijn groter dan die waarin de werksters zich ontwikkelen. De mannetjes hebben door hun grote ogen een bredere kop.
De zwermcellen of moerdoppen waarin een moer opgroeit worden boven op de raat gemaakt. De moerdoppen zijn gemakkelijk te herkennen, omdat ze boven op de raat worden gebouwd en duidelijk opvallen door de vaasvorm. Ze maken dus geen onderdeel uit van het nest. Zodra een moer een dergelijke moerdop opmerkt wordt er direct een ei in afgezet, ook al is het nog niet helemaal af. Voordat de eerste moerdoppen worden gemaakt, hebben de werksters eerst enkele proefcellen gebouwd, de speelcellen.

### Het verzamelen van voedsel

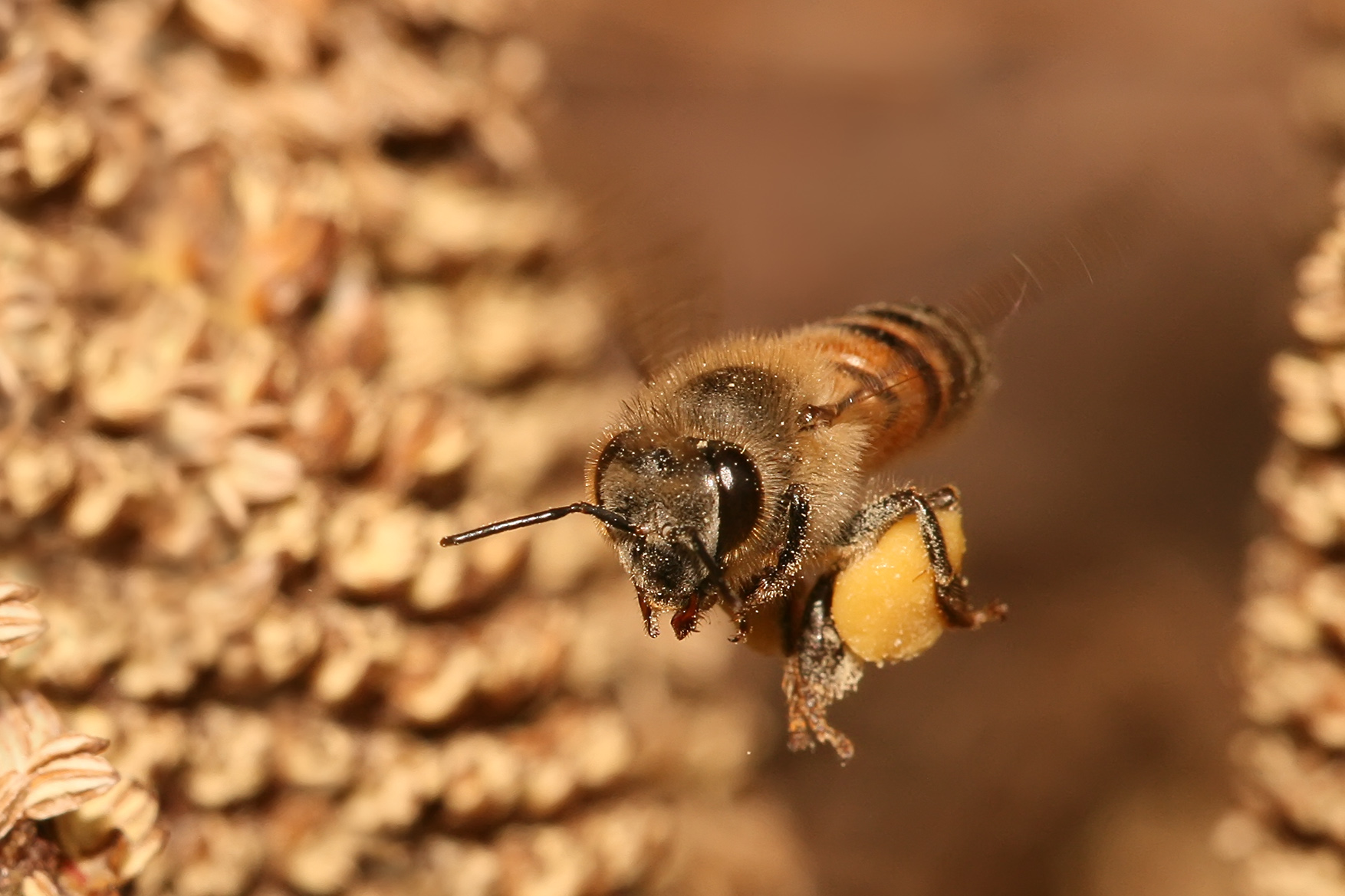
Een werkster komt aanvliegen met gevulde korfjes

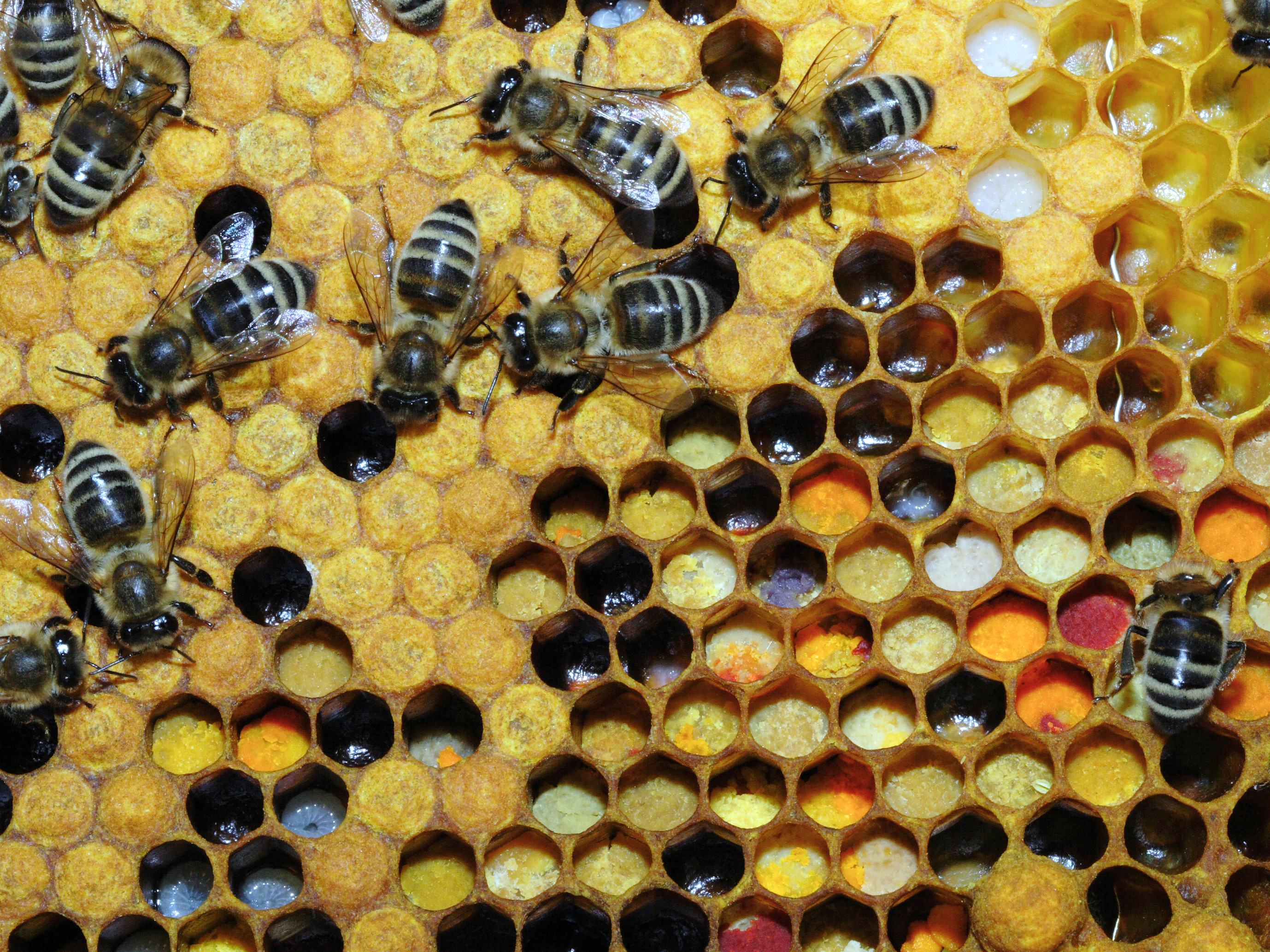
Werksters vullen de raat met stuifmeel

De volwassen honingbij leeft voornamelijk van nectar en stuifmeel die door planten wordt geproduceerd. De werkster kan alleen voedsel vinden bij daglicht en de bij is buiten het nest te vinden van de vroege morgen tot laat in de avond op zoek naar voedsel. De bijen zijn alleen actief als de buitentemperatuur boven de tien graden Celsius is en er zich bloeiende, nectardragende planten in de omgeving bevinden.
De planten gebruiken de bij om het stuifmeel van de ene naar de andere bloem over te brengen, zodat kruisbestuiving mogelijk wordt. Hoe goed de bij zich ook poetst om het stuifmeel in het stuifmeelkorfje te krijgen, er blijven altijd wel een paar korrels over om de bloembevruchting mogelijk te maken. De relatie tussen bloeiende planten en de insecten die ze bestuiven bestaat al 130 miljoen jaar.:76
De nectar levert suikers die worden gebruikt als energiebron voor het vliegen. Het vliegen kost veel energie en het suikerrijke en gemakkelijk in energie omzetbare nectar is ideaal als brandstof. De verzamelde stuifmeelkorrels zijn bronnen van eiwitten (proteïnen) die nodig zijn om de verschillende klieruitscheidingen mogelijk te maken, zoals de was uit de wasklieren. Deze twee soorten voedsel mogen echter niet bij elkaar komen, zodat ze strikt gescheiden worden opgeslagen. Als de nectar en het stuifmeel vermengd worden kan het geheel gaan fermenteren. De nectar wordt in de honingmaag gezogen en het stuifmeel wordt aan de poten geplakt. Het stuifmeel wordt wel plakkerig gemaakt met behulp van nectar zodat het niet onderweg verloren wordt.
Sommige bijen zijn gebonden aan een bepaalde plant of groep planten, maar de honingbij heeft geen voorkeur en bezoekt planten uit verschillende bloemenfamilies en kan ook overweg met verschillende bloemtypen, polylectie. Andere soorten bijen hebben zich gespecialiseerd op een enkele plant en zijn oligolectisch. Soms wordt de zoete uitscheiding van bladluizen opgezogen in plaats van nectar. Deze suikerrijke honingdauw is vergelijkbaar met nectar. Honing die voornamelijk uit honingdauw wordt gemaakt, is dennenhoning of bladhoning.
De honingbij treft soms een grote voedselbron aan en is in staat om de locatie van een dergelijke bron door te geven aan haar nestgenoten. De bij doet dit door een ritmisch dansje uit te voeren, dit is de bijendans. Dit vermogen is ook van andere niet-verwante bijensoorten bekend, zoals de angelloze bijen. Van de soort Scaptotrigona postica is bekend dat een bij die een voedselbron heeft ontdekt haar soortgenoten alarmeert door trillingen te veroorzaken in het nest. De andere bijen vormen een zwerm en het exemplaar dat het voedsel heeft gevonden zet een sterk geurende afscheiding af vlak bij de voedselbron. Deze geurvlag wordt opgepikt door de andere bijen. Vooral op planten die een minder sterke eigen geur hebben wordt een geurvlag afgezet.:17-18
Minder sterk ontwikkelde bijen proberen hun soortgenoten mee te lokken door te zoemen en de andere bijen aan te raken. Deze methodes zijn echter lang niet zo efficiënt als de bijendans van de honingbij. De bijendans van de honingbij was lange tijd onbegrepen. De dans wordt nooit buiten het nest uitgevoerd en vindt dus altijd plaats in het donker. De Oostenrijks zoöloog Karl von Frisch gebruikte een doorzichtige nestkast en ontdekte dat er twee verschillende dansjes waren, een rondedans voor een voedselbron op korte afstand en een kwispeldans voor een voedselbron op langere afstand. De bijendans is een belangrijke methode van de overdracht van informatie en kan gezien worden als een primitieve taal. Von Frisch kreeg in 1973 een Nobelprijs voor onder andere zijn werk over bijen.

### Temperatuurshandhaving

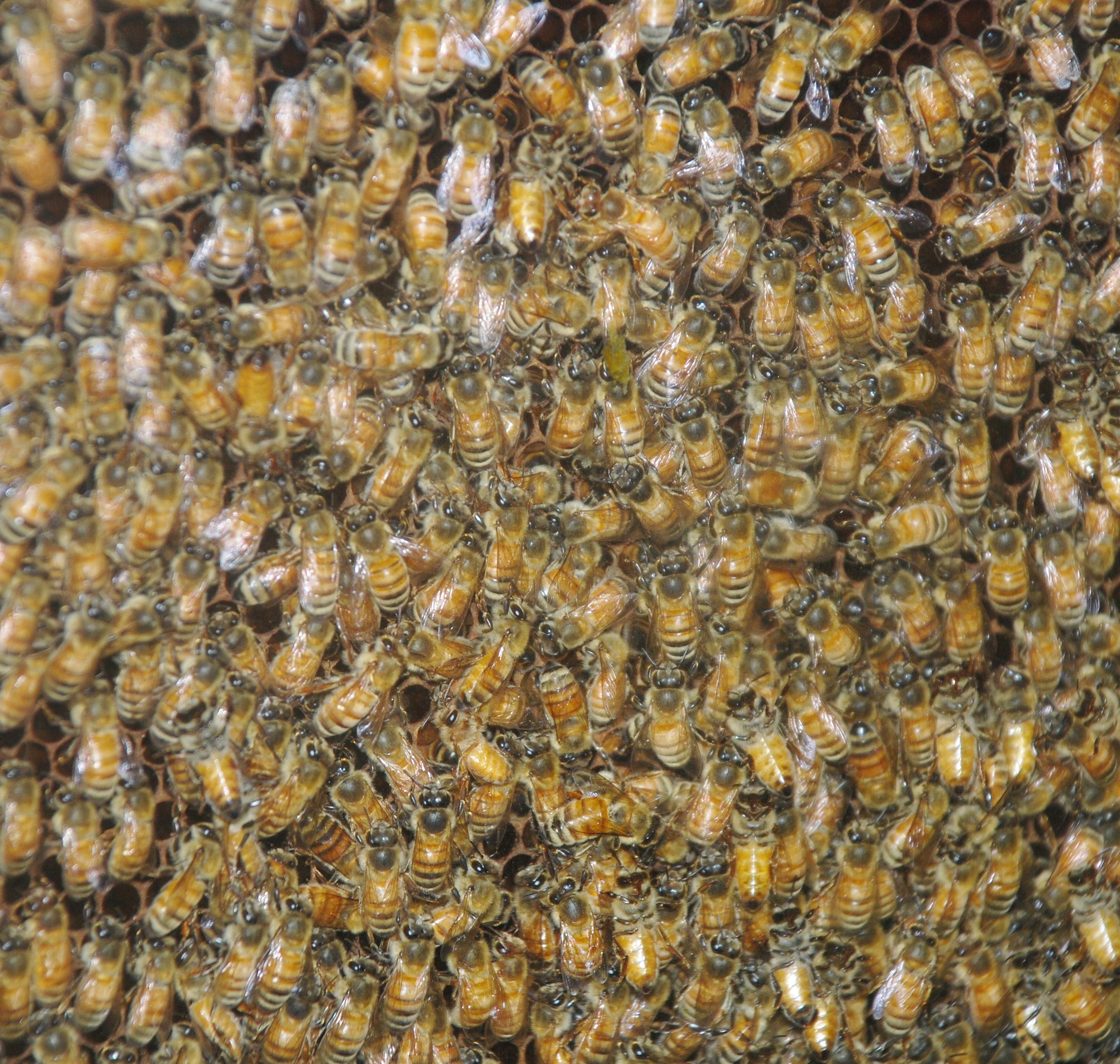
Als bijen massaal met hun vleugels waaieren ontstaat er een luchtstroom die het nest koelt

De temperatuur van het nest is cruciaal voor het functioneren van de bij, ook de voortplantingssnelheid is grotendeels afhankelijk van de omgevingstemperatuur. In lente en zomer is de ideale temperatuur van een volk 35 °C. Er zijn dan larven en de werksters vliegen uit. In de winter zijn er geen larven en zijn de werksters inactief, de nesttemperatuur is dan ongeveer 17 °C.
In de zomer heeft de honingbij voornamelijk te duchten van hitte. Ze kent dan ook verschillende manieren om het nest te koelen. De honingbij is zeer efficiënt in het koelen van de raten, een kolonie die werd blootgesteld aan een buitentemperatuur van 70 °C slaagde erin om de nesttemperatuur te handhaven op 35 °C. Een deel van het leven van de honingbij bestaat uit het dienen als levende ventilator. De honingbij houdt zich een deel van het leven op in het nest terwijl de vleugels worden bewogen. Hierdoor wordt de lucht in het nest ververst wat een aantal verschillende doeleinden dient. Het belangrijkste is om de temperatuur in stand te houden. Deze mag niet te hoog worden want dan raken de bijen oververhit. Ook wordt verse zuurstof aangevoerd en een belangrijke reden van nestventilatie is dat de vochtige nestlucht wordt vervangen door droge lucht van buiten. Dit speelt een rol in honingproductie, van de verzamelde nectar verdampt het grootste deel.
Als de temperatuur te hoog wordt stoppen de bijen met het halen van honing en gaan op zoek naar water. Ze nemen dit op uit plasjes en dergelijke en brengen het in het nest. Hier laten ze de druppels over de tong uitvloeien, zodat het sneller verdampt. Op deze manier wordt ook nectar omgezet in honing, maar het verdampen van water koelt het nest sneller. Zodra de nesttemperatuur voldoende is gezakt, stoppen de werksters met het halen van water en gaan over tot hun normale werkzaamheden.
In de winter, als de bijen verminderd actief zijn, bevinden ze zich als wintertros dicht tegen elkaar om zo de temperatuur te handhaven. De bijen bewegen hun vleugelspieren om warmte te genereren. Die spieren zijn dan losgekoppeld van de vleugels zodat deze hierbij niet worden bewogen. Door enkel de vliegspieren te laten trillen wordt warmte opgewekt in het borststuk en alle bijen tezamen verhogen de nesttemperatuur aanzienlijk. In de winter schommelt de temperatuur tussen 20 en 36 graden. De bijen komen weer tevoorschijn als de temperaturen hoog genoeg zijn en de eerste nectardragende planten zich aandoen. Planten die wat eerder opkomen dan andere planten en nectar dragen zijn bijvoorbeeld sneeuwklokjes (Galanthus), klein hoefblad (Tussilago) en de wilg (Salix).

### Honingproductie

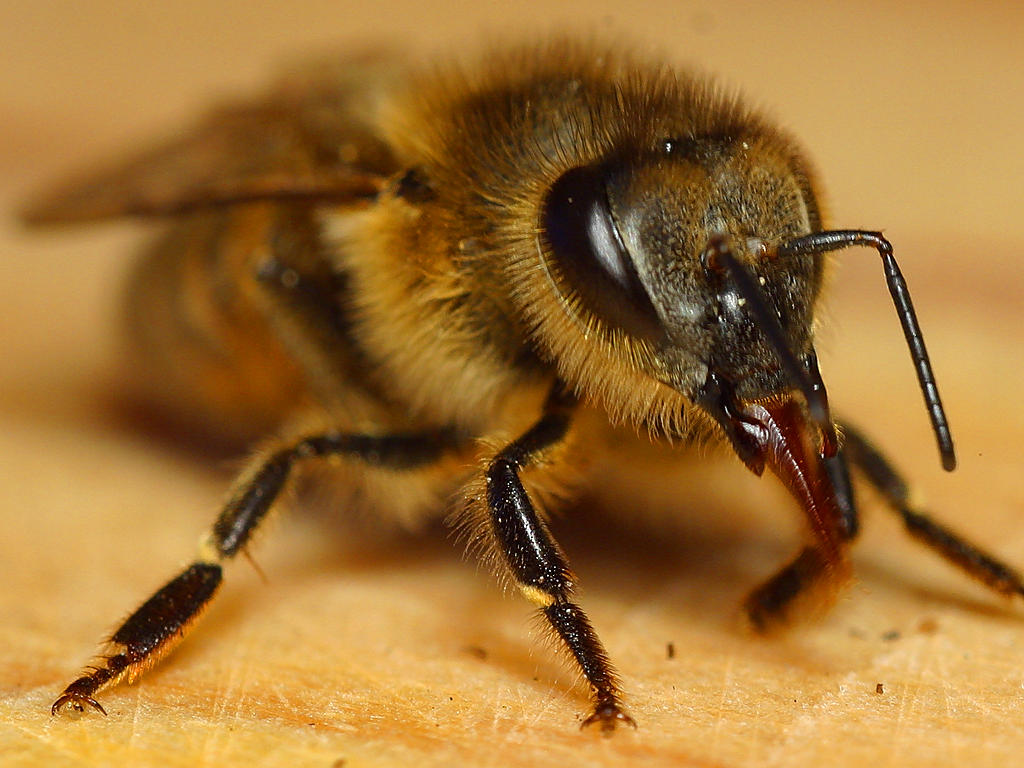
Door hun tong uit te steken en hier de nectar over te laten vloeien, wordt meer water verdampt

Zodra de door de bijen verzamelde nectar door een haalbij in het nest wordt gebracht, wordt deze in een raatcel gebracht. De honing wordt altijd in de buitenste cellen van het nest opgeslagen. De honingbewerkster ontvangt een druppel nectar van de haalbij en voegt hier het enzym invertase aan toe. Vervolgens wordt de nectar ingedikt, dit geschiedt door de nectar bloot te stellen aan de buitenlucht zodat een deel van het water verdampt. De bij strekt hiertoe de tong waarop zich de nectar bevindt zodat het verdampingsoppervlak wordt vergroot. De andere bijen ondersteunen dit proces door met de vleugels te klappen waardoor het nest wordt geventileerd. Met name 's avonds, als de honingbij niet vliegt, zijn vele exemplaren bezig met het omzetten van nectar in honing. Hierbij wordt niet alleen water onttrokken aan de nectar maar ook vele geurstoffen. Deze zijn erg vluchtig en zij veroorzaken een sterke bloemenlucht in de omgeving van een bijennest waar de bijen massaal bezig zijn met het indikken.

## Voortplanting

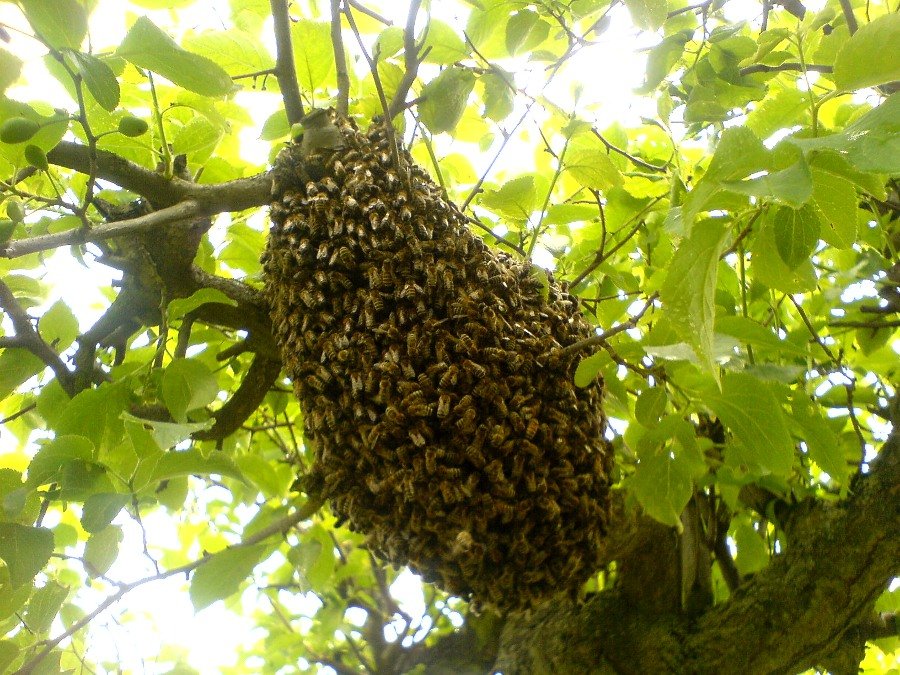
Een bijenzwerm is neergestreken in een boom

Het bijenvolk is een sterke leefgemeenschap, de voortplanting is niet gericht op een enkele bij maar veeleer op het gehele bijenvolk. De kolonie groeit in het voorjaar als veel planten in bloei staan en er grote hoeveelheden voedsel in de vorm van nectar en stuifmeel beschikbaar zijn.
De voortplantingsmechanismen van de honingbij waren lange tijd totaal onbegrepen; bijen zouden spontaan ontstaan in het bijennest in een proces van autogenese. Pas in de zeventiende eeuw beschreef de Nederlandse natuurwetenschapper Jan Swammerdam de darren. Tegenwoordig is geweten dat de honingbij een van de honderden soorten insecten is die in sociale kolonies leeft en waar de vrouwtjes feitelijk de dienst uitmaken.

### Werkbijen
Aan de basis van iedere kolonie staat een koningin of moer die de grote hoeveelheden eitjes afzet. Hieruit kruipen voornamelijk vrouwelijke werkbijen die de kolonie uitbouwen, voedsel halen en de larven verzorgen. Werksters zijn niet onvruchtbaar, maar hun vruchtbaarheid wordt onderdrukt door bepaalde feromonen die de moer uitscheidt. Als de moer onverhoeds sterft kunnen de werksters vruchtbaar worden en eitjes ontwikkelen. Hieruit kunnen enkel darren geboren worden (men spreekt van "darrenbroed"), omdat de eitjes niet bevrucht zijn. Dit gebeurt echter maar zelden.

### Darren
De vrouwelijke werkbijen maken grotere cellen in de raat en in deze cellen zet de moer onbevruchte eieren af. Uit deze haploïde eieren komen na 24 dagen de mannelijke bijen, de darren, die na ongeveer een week geslachtsrijp zijn.

### De moer
Als er eenmaal darren zijn, gaan de werksters langs de randen van de raten een aantal grote moerdoppen maken. De moer legt hier een bevrucht ei in. Als na drie dagen de larve uit het ei kruipt, krijgt dit larfje bijzonder voedsel dat wordt geproduceerd in de kopklieren van de werksters. Dit eiwitrijke koninginnenbrij of koninginnengelei wordt door de werksters met behulp van nectar, stuifmeel en de voedersapklier in hun kop geproduceerd. Deze uitverkoren larven groeien heel snel en verpoppen na zes dagen. Dertien dagen nadat de larve uit het ei is gekomen wordt de nieuwe moer geboren.
De oude moer vliegt met ongeveer de helft van het volk uit nadat de eerste koninginnencellen gesloten worden, namelijk tussen 1 en 7 dagen voor de geboorte van de jonge koninginnen en zoekt een nieuwe woning. De eerste jonge moer die uit haar cel is gekomen zal een speciaal geluid gaan maken: het tuten. Hierdoor weten de andere jonge moeren, die nog steeds in hun dop zitten, dat er reeds een jonge moer in het volk rondloopt. Zij blijven daarom in hun dop (anders wordt het vechten) en beantwoorden het tuten met het lagere kwaken.
Ook als er onverwachts iets met de koningin gebeurt kan het volk een nieuwe koningin maken uit een larf van een bevrucht eitje in een gewone cel. Die redcel wordt dan snel achteraf aangepast om op een moerdop te lijken. Bij redcellen is meestal duidelijk te zien dat de oorsprong horizontaal was.

### Zwermen
Bij deze jaarlijkse volksverhuizing of het zwermen bevat de eerste bijenzwerm meestal 10.000 tot 20.000 bijen. De bijen hebben zich van tevoren helemaal volgezogen met honing en kunnen hierdoor niet gemakkelijk steken. Een bijenzwerm is hierdoor dan ook erg passief. In het gehalveerde volk komen binnen enkele dagen nog verschillende koninginnen uit en telkens verlaat de oudste, met de helft van het resterende volk, de kast om een nieuwe woning te zoeken. Op deze manier splitst het volk zich op in 3 à 6 volken. De volken beginnen in hun nieuwe woning direct met het bouwen van raten, de nieuwe moeren maken na ongeveer 3 à 15 dagen hun bruidsvlucht.

### Paring

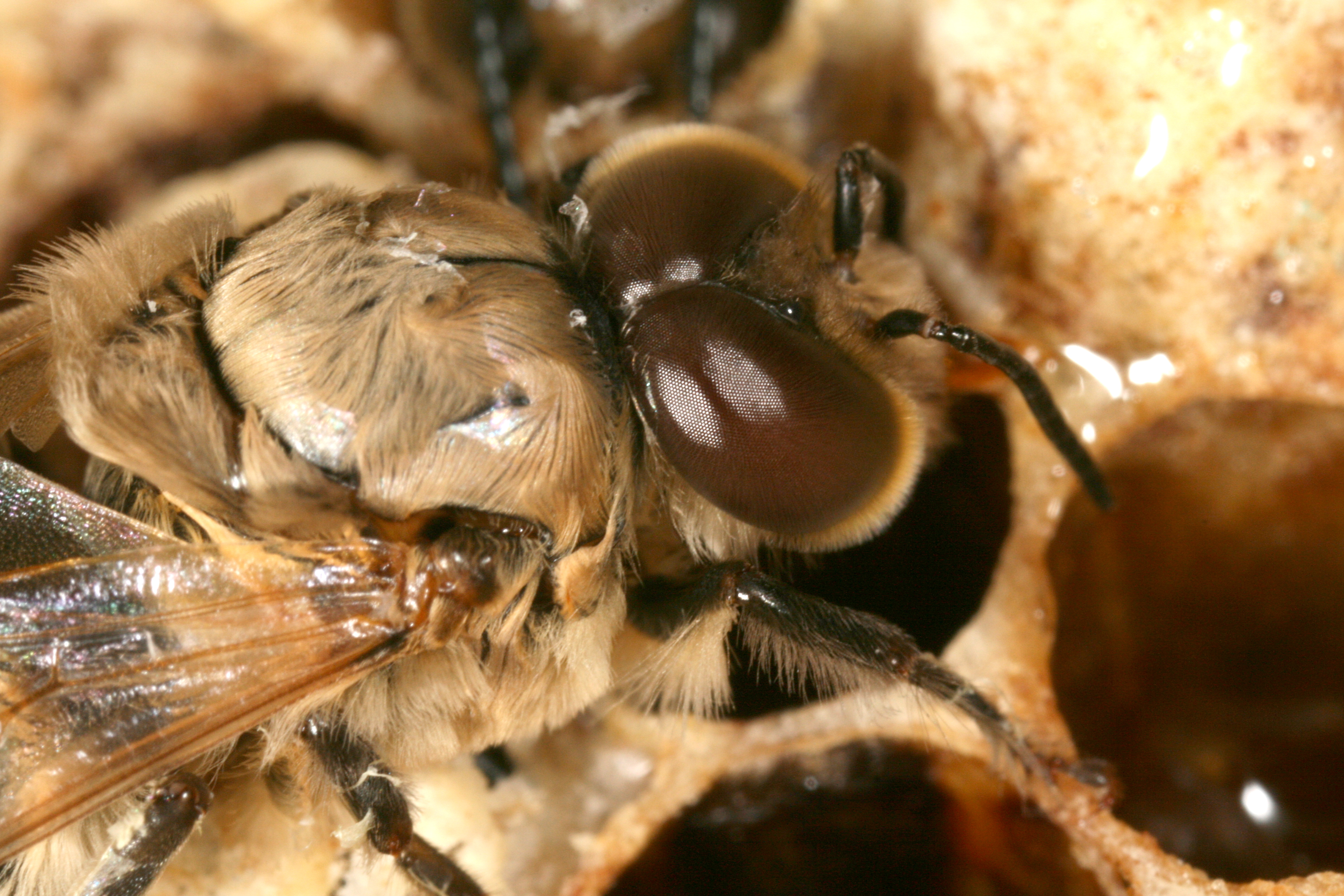
Darren hebben grotere en rondere ogen die elkaar raken aan de bovenzijde van de kop

In de namiddag vliegen de jonge moeren uit en begeven zich naar een plaats waar de darren zich verzameld hebben. De darren achtervolgen de moer en alleen de snelsten kunnen met haar paren, dit gebeurt tijdens de bruidsvlucht. Doordat de moeren een voorkeur hebben voor darren die tot een andere kolonie behoren wordt het nageslacht voorzien van nieuwe genen.
De paring van de honingbij gaat snel en duurt hooguit enkele seconden. Zodra een dar de moer bevrucht heeft sterft hij. Bij het afgeven van de spermacellen scheurt namelijk zijn achterlijf open wat fataal is voor een dar. De moer paart met zo veel mogelijk darren waarbij ze genoeg spermacellen verzamelt voor de rest van haar leven. Ze heeft ruimte voor ongeveer 5 miljoen zaadcellen in haar achterlijf, maar kan tot 80 miljoen zaadcellen ontvangen tijdens de bruidsvlucht.:106 De moer paart met 10 tot 20 darren. Als de bevruchte moer terugkeert, blijft zij verder in de woning en ongeveer twee tot drie dagen later begint zij met het leggen van eitjes. De moer kan in het hoogseizoen tot 2000 eitjes per dag leggen, wat ongeveer het dubbele van haar eigen gewicht is, zodat het volk snel uitgroeit tot een gemeenschap van 40.000 tot 80.000 werksters.

### Darrenslacht
De dar haalt zelf geen voedsel, maar wordt gevoerd door de werksters. In de nazomer, wanneer er minder stuifmeel is, voeren de werksters de darren niet meer. Hierdoor verzwakken de darren en dan jagen de werksters hen het nest uit. De darren sterven dan door honger of door koude. Slechts zelden, als ze niet meewerken, worden ze doodgestoken tijdens de darrenslacht.

## Ontwikkeling

### Ei

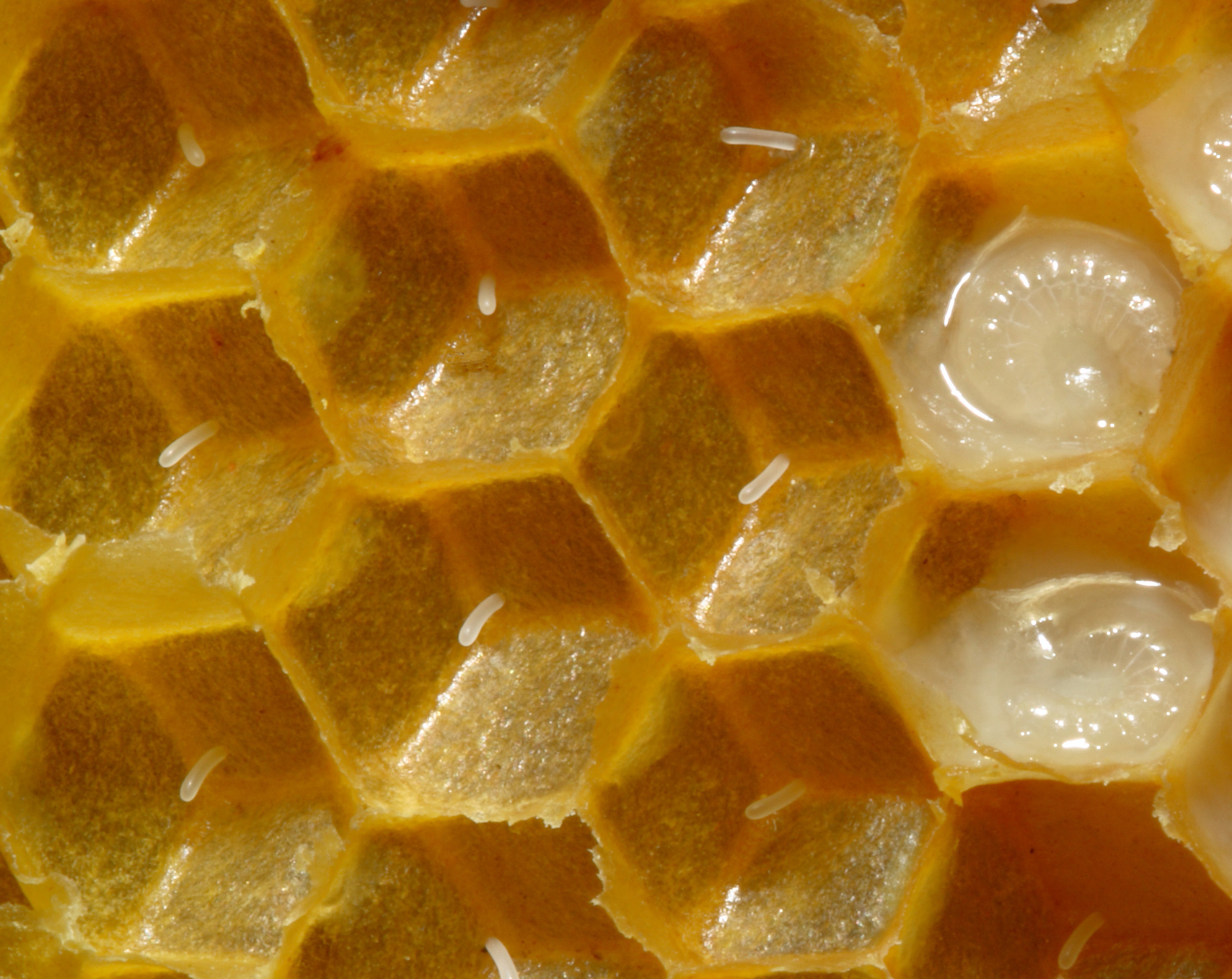
De moer zet de eieren af in de cellen van de raat, de broedcellen

Het ei van de honingbij is langwerpig van vorm en wit van kleur, het ei wordt ongeveer twee millimeter lang. De eieren worden vrijwel altijd afgezet door de moer. Als de moer onverwacht sterft kunnen ook werksters vruchtbaar worden, maar dit komt hoogst zelden voor. Het bijzondere aan de eieren van de moer is dat het zowel bevruchte als onbevruchte eieren kunnen zijn. Voordat een ei in een cel wordt gedeponeerd onderzoekt de moer de afmetingen van de cel met haar voorpoten. Als het een grotere (darren)cel betreft wordt het ei afgezet zonder dat er zaadcellen wordt toegevoegd en is het ei onbevrucht. Er kan dan alleen een mannetje uit komen. Als het een kleinere (werkster)cel betreft wordt wel een zaadcel toegelaten en wordt het ei bevrucht. Het ei van de honingbij heeft een micropyle, een kleine deukachtige structuur aan één zijde waardoor de zaadcel naar binnen is gekomen.
Het embryonale stadium is na ongeveer 3 dagen voltooid waarna de wormachtige larve uit het ei kruipt.:19 Het aantal eitjes dat dagelijks wordt afgezet kan oplopen tot 2000 per dag, dit zijn er gemiddeld meer dan 80 per uur. Aangezien een moer 4 tot 5 jaar oud kan worden kan zij gedurende haar leven ruim twee miljoen eieren produceren.
De moer legt eitjes in de cellen van de raat. Na drie dagen kruipt een larfje uit het eitje. Dit larfje wordt gevoed door de werksters en na zes dagen verpopt het zich: dan wordt de cel door de werksters met een dekseltje van was afgesloten. In de gesloten cel vindt de gedaanteverwisseling plaats. Eenentwintig dagen na het leggen van het eitje knaagt de jonge bij het wasdekseltje stuk en kruipt uit de cel. Het larfje is dan uitgegroeid tot een werkbij.
Soms leggen de werkbijen eitjes, dit gebeurt normaal gesproken alleen als een volk zonder moer zit. Ook in nesten waarin wel een moer aanwezig is kan het soms voorkomen dat een werkster eieren afzet, maar deze worden door de andere bijen niet geaccepteerd. De andere werksters kunnen het verschil waarnemen tussen een ei van een van hun zusters en het ei van de moer, dit komt doordat de moer een feromoon afgeeft op ieder ei. De eieren van andere werksters worden opgegeten en de meeste afgezette werkstereitjes zijn binnen twee uur vernietigd.

### Larve

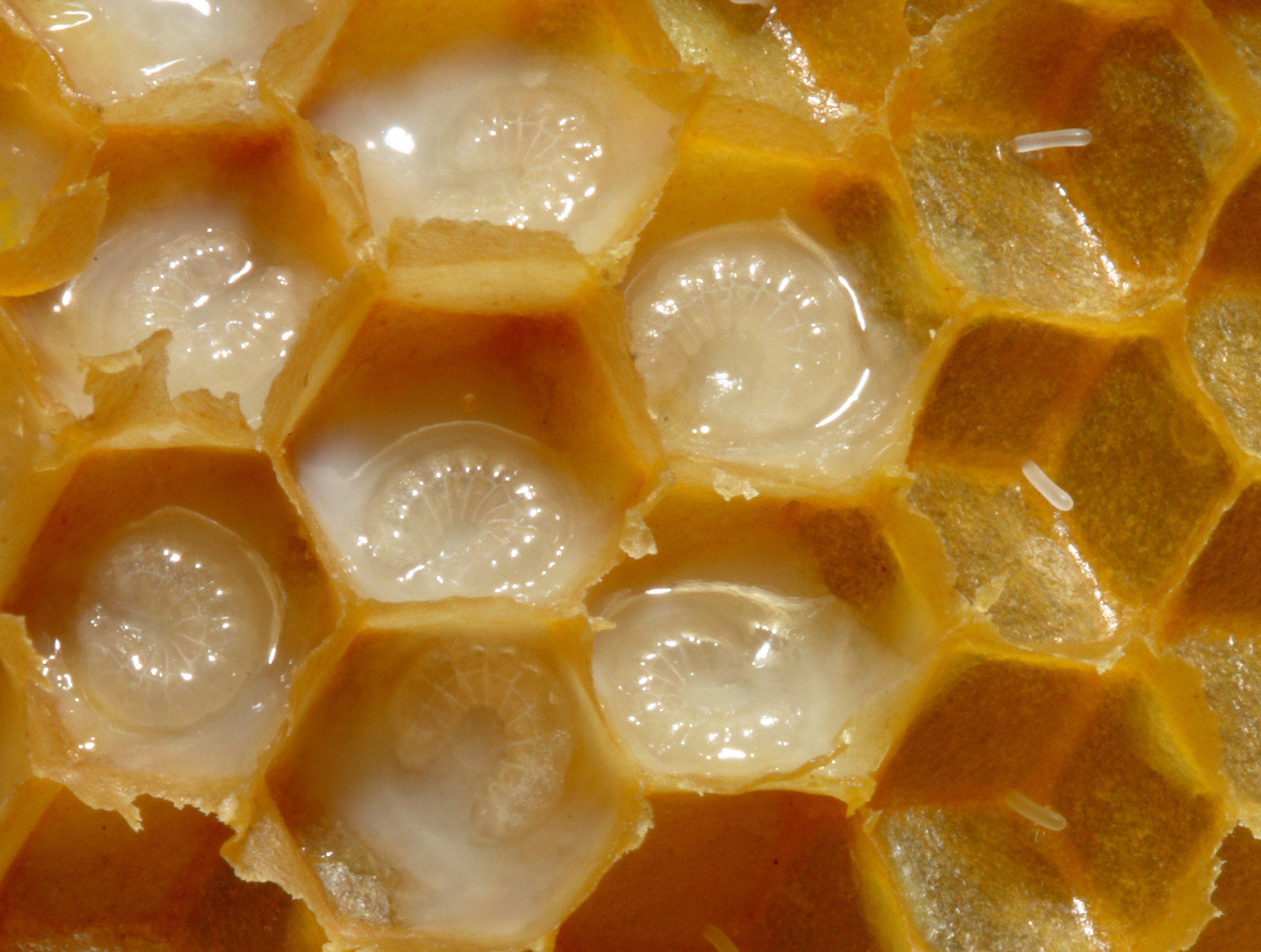
De larven zijn wit en wormachtig, iedere larve ontwikkelt zich in zijn eigen cel

De larve van een honingbij is wormachtig en pootloos, de larve ziet eruit als een dikke vliegenmade en is wit tot geel van kleur. De larve heeft een gekromd, C- vormig lichaam dat duidelijk is gesegmenteerd. De larve groeit zeer snel en neemt enorm in gewicht toe; een pas uitgekomen larve zal met een factor 1500 aan gewicht toenemen voordat de verpopping plaatsvindt. De larve van een moer wordt zelfs 3000 keer zo zwaar als het aanvangsgewicht tijdens de voederperiode. De huid van de larve is wel enigszins rekbaar maar kan niet meegroeien waardoor de larve in stapjes moet groeien en steeds een vervelling of ecdysis plaatsvindt. Hierbij wordt de oude huid afgeworpen. De onderliggende nieuwe huid is ruimer zodat de larve in omvang kan toenemen. De larve van de honingbij vervelt altijd vier keer en kent dus vijf larvestadia of instars.
Het larvestadium van de honingbij wordt volledig aan het oog onttrokken doordat het zich afspeelt in de bijenraat. De larven hebben een goedverzorgd bestaan. Ze krijgen zoveel voedsel als ze willen en krijgen voortdurend aandacht van de werksters en worden zwaar bewaakt. Er zijn maar enkele vijanden die erin slagen de larven aan te tasten zonder door de werksters te worden doodgestoken.
De honingbij moet veel voedsel verzamelen omdat de larven niet voor zichzelf kunnen zorgen. Het voedsel van de larven bestaat uit een vloeistof die wordt opgeslagen in de voorraadcellen. Het larvenvoedsel wordt door de werksters aangevoerd en bestaat uit suikers, vetten en koolhydraten; precies wat de larven nodig hebben. Doordat de larven het perfecte voedsel krijgen, groeien ze relatief snel en bovendien blijven er na de vertering weinig afvalstoffen achter. Het voedsel dat de larven krijgen bepaalt ook hun lot. De meeste larven krijgen normaal voedsel en larven die speciaal voedsel krijgen groeien sneller en worden groter. Alleen de larven in de moerdoppen krijgen deze koninginnegelei. Alleen als de moer onverwacht wegvalt, beginnen de werksters in redcellen de normale larven koninginnengelei te voeren zodat ze alsnog kunnen uitgroeien tot moer. Dergelijke omgebouwde cellen zijn te herkennen aan het feit dat ze niet op het nest zijn gebouwd, zoals echte moerdoppen, maar zijn ontstaan uit een normale raatcel en later tot moerdop zijn omgebouwd.

### Pop

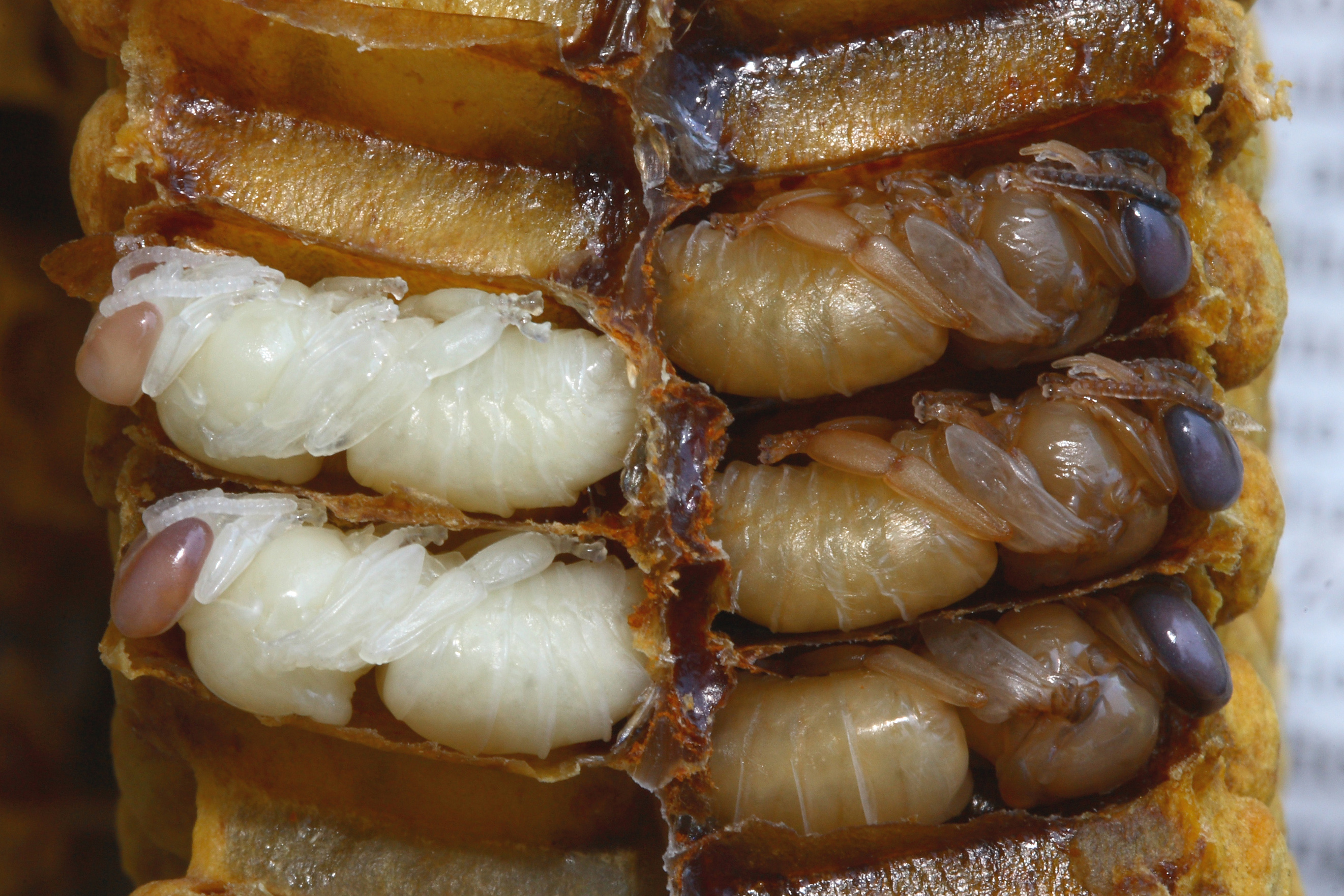
Poppen van mannetjes van de honingbij

Het popstadium is, net als het eistadium, inactief waarbij het insect zich niet kan bewegen of voeden. Om het lichaam te beschermen wordt eerst een cocon gesponnen door de larve, hierbij worden klieren bij de kop gebruikt om spinsel te produceren. Binnen in de pop vindt de metamorfose plaats, in het geval van de honingbij is dit een volledige gedaanteverwisseling waarbij het vloeibare lichaam van de larve wordt omgebouwd tot het volwassen insect of imago, dat juist een grotendeels verhard lichaam heeft. Het popstadium duurt ongeveer tien dagen in het geval van een werkster, een moer komt na ongeveer vijf dagen uit het ei.:19
Het popstadium wordt normaal gesproken aan het oog onttrokken doordat het zich in een afgesloten cel voltrekt. Een pas verpopte honingbij is geheel wit van kleur, na een paar dagen kleuren de ogen van rood naar purper en ook worden het borststuk en het achterlijf geel van kleur. Later kleuren de antennes en poten donker en de pop is dan aan het einde van zijn ontwikkeling.:19

### Imago
Als de pop is uitgekomen blijft de volwassen bij nog een dag in de cel om uit te harden. Ten slotte wordt de cel open geknaagd en verlaten, de bij kan direct vliegen. De ontpopte honingbij is nog niet volledig ontwikkeld; zo zijn de geslachtsorganen nog niet rijp. Een moer kan pas na gemiddeld vier dagen paren, bij een dar duurt dit met gemiddeld dertien dagen veel langer.:19 De eerste tijd blijft de honingbij in het nest en verzorgt de kolonie, om later zelf naar voedsel te zoeken. Deze gedragsverandering wordt voorafgegaan door lichaamsprocessen, zie ook onder endocrien systeem.

## Vijanden
Honingbijen hebben te lijden van een breed scala aan vijanden die kunnen worden ingedeeld in verschillende groepen. Sommigen leven alleen van de bijen zelf, andere leven parasitair in de nesten en weer andere dieren zijn als vijand aan te merken omdat ze op zoek zijn naar honing en hierbij het nest verwoesten.

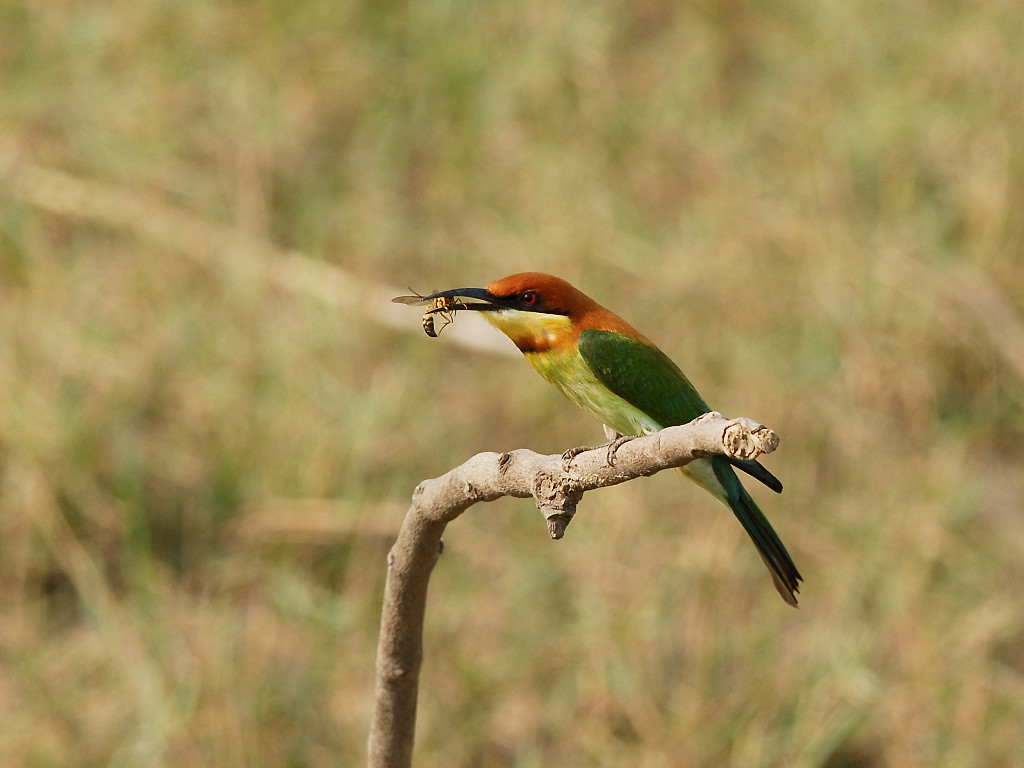
De bijeneter met een buitgemaakt insect (Merops leschenaulti)

### Natuurlijke predatoren
De honingbij kan steken en er zijn maar weinig dieren die deze vorm van verdediging kunnen trotseren. Slechts een paar dieren hebben zich gespecialiseerd in het eten van de honingbij, een bekend voorbeeld van bijeneters zijn wespen. Veel wespen jagen vooral op vliegen maar ook een bij wordt soms gegeten. Van de bijenwolf, een graafwesp, is bekend dat voornamelijk bijen worden gevangen en verlamd en naar een nestgang gesleept. Hier wordt tussen de bijen een ei afgezet waarna de uitgekomen larve de verlamde bijen eet. De kever bijenwolf eet voornamelijk planten, maar de larve is een nestparasiet van verschillende solitaire en kolonievormende bijensoorten.
De bijen worden gegeten door verschillende insecteneters, zoals vogels, reptielen en andere insecten. Deze jagen actief op de bij als deze zich buiten het nest bevindt. Een bekend voorbeeld zijn de bont gekleurde bijeneters.

### Honingeters
Honing is een van de meest suikerrijke bronnen in de natuur en is zeer rijk aan energie. Het is daardoor een zeer gewild product dat verschillende dieren aantrekt. De bijen verdedigen zich met hun angel en alleen de meest volhardende dieren slagen erin om de honing te bemachtigen. Sommige vogelfamilies, zoals de honingzuigers (Nectariniidae) en de honingeters (Meliphagidae) hebben ondanks de naam geen honing maar nectar op het menu staan. Ze zijn wel voedselconcurrenten van de bij maar geen directe vijand. Dieren die de honing bemachtigen zijn geen vijanden van de honingbij zelf maar kunnen een nest tijdens het buitmaken van de honing wel volledig ruïneren. Een bekend voorbeeld van een dergelijke vijand is de beer.
Ook andere zoogdieren zoals de Europese das zijn in staat om de nesten op te eten waarbij bijensteken ze niet afschrikken. De honingdas heeft zijn naam aan het gericht zoeken naar honing te danken. Deze marterachtige heeft een zeer taaie huid en grote klauwen en kan binnen korte tijd een nest verwoesten. Er zijn verschillende insecten die het nest binnendringen om van de honing te snoepen, al zijn zij vaak minder destructief. Een bekend voorbeeld is de doodshoofdvlinder (Acherontia atropos), een grote nachtvlinder die soms het bijennest bezoekt. De vlinder kent een aantal trucjes zoals het maken van piepgeluiden en het verspreiden van een bijengeur, maar wordt niet zelden doodgestoken en uit het nest verwijderd.

### Parasieten
Verschillende organismen zijn aan te merken als parasiterend op de honingbij. De bij heeft zowel bacteriën en kleine mijten als andere insecten als parasiet. Een aantal parasieten kunnen een nest binnen korte tijd volledig te gronde richten als de omstandigheden ze gezind zijn.
Nestparasieten die tot de insecten behoren zijn de grote en kleine wasmot. Deze vlinders zijn zelf geen gevaar voor de bij, omdat ze niet eten. De rupsen leven van de bijenraat en met name de hierin opgeslagen voorraden honing en stuifmeel. Ook de larven van de bijen worden wel gegeten door de wasmotrups, al gaat de voorkeur uit naar de was en de voedselvoorraad. Wasmotten zijn onder controle te houden door goede korfhygiëne, met name door geen oude raten te laten slingeren en leegstaande korven en kasten schoon te houden. Bij een gezond volk hebben de motten geen schijn van kans, alleen een aangetaste kolonie kan soms worden overwoekerd door de rupsen van de wasmot.

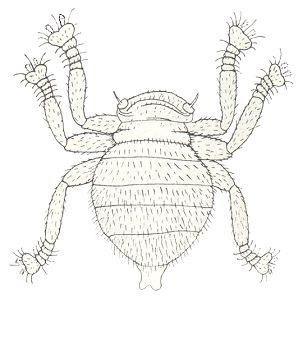
De bijenluis Braula coeca is een vleugelloze vlieg

De bijenluis (Braula coeca) is een zeer kleine parasiet, die in de nesten leeft. De bijenluis, is ondanks zijn naam, een vleugelloze vlieg uit de familie van de luisvliegen (Hippoboscidae), waarvan de larven tunnels in de raat boren. De larven eten vermoedelijk alleen honing en stuifmeel. De volwassen vliegen hebben een bijzondere manier gevonden om zich te voeden, hij houdt zich op op het borststuk en als hij honger krijgt kruipt de vlieg naar de kop. Vervolgens worden de monddelen geprikkeld en de bij geeft wat honing af, waarmee de vlieg zich voedt. De bijenluis staat bekend als een niet heel schadelijke soort, vergeleken met andere parasieten.
Er is een groep van kevers die in bijenkolonies leeft en kan worden aangemerkt als parasiet. Het betreft de soorten uit het geslacht Aethina, waartoe onder andere de kleine kastkever behoort. Deze kever vormt potentieel een ernstige bedreiging voor de Nederlandse imkerij, maar is in België nog niet gesignaleerd.
De varroamijt behoort tot de mijten en zuigt het vetlichaam bij de volwassen bijen. De mijt zet haar eitjes af in de cellen bij de opgroeiende larven. De jonge mijt leeft ten koste van de bijenlarve: de bij komt vaak misvormd ter wereld waarbij allerlei vergroeiingen mogelijk zijn zoals veel te kleine vleugels of het geheel ontbreken van vleugels bij de uitsluipende honingbij. De varroamijt is een parasiet van de Aziatische honingbij Apis cerana, deze bij heeft enige natuurlijke weerstand opgebouwd, zodat besmetting door de mijt beperkt kan blijven. Andere soorten honingbijen beschikken niet over zulke weerstand en kunnen overwoekerd raken. Pas in de loop van de twintigste eeuw is de mijt naar West-Europa overgebracht, zodat de bij zich nog niet heeft kunnen aanpassen. Tegen de mijt werd vroeger vaak het middel Apistan ingezet, maar de varroamijt is hier in westelijk Europa grotendeels resistent voor geworden.
De kleinste geleedpotige parasieten van de honingbij zijn mijten uit het geslacht Acarapis, zoals Acarapis woodii. Deze zijn zo klein dat ze in de adembuisjes van de bij, de tracheeën, kunnen leven.:191 Hierin leggen de vrouwtjes eieren en leven van het bloed van de bij door het op te zuigen.
Naast geleedpotigen zijn er verschillende eencelligen die parasiteren op de bij. Deze kunnen vaak zeer schadelijk zijn. Een bekende parasiet is de amoebe Maphighamoebe mellifica, die in de buizen van malphigi leeft. De amoebe maakt een cyste aan voor het ruststadium en vermeerdert zich hierin. De amoebe richt waarschijnlijk niet veel schade aan, maar in combinatie met andere parasieten kan een honingbij sterven.:191
De larven kunnen worden aangetast door vuilbroed, dit is een verzamelnaam voor verschillende bacteriën. De bacterie Melissococcus pluton wordt met Europees vuilbroed aangeduid en Amerikaans vuilbroed wordt veroorzaakt door de bacterie Paenibacillus larvae. De bacterie verandert de larve van de honingbij in een slijmerige, rottende massa die het gehele volk kan aantasten. Besmette volken moeten dan ook vernietigd worden en het constateren van deze ziekte is aangifteplichtig. Dit betekent dat een bijenhouder wettelijk verplicht is om een uitbraak te melden aan de bevoegde instanties.
Parasieten uit het geslacht Nosema behoren tot de Microsporidia en vestigen zich in het spijsverteringsstelsel. Ze zijn schadelijk voor de maagwand en komen vrij als de bij zich ontlast. Via de ontlasting verspreiden de sporen zich naar andere bijen waarna de cyclus opnieuw begint. De soort Nosema ceranae is pas in 1996 ontdekt en werd in 2004 vastgesteld bij populaties van de honingbij in Spanje.

#### Colony collapse disorder

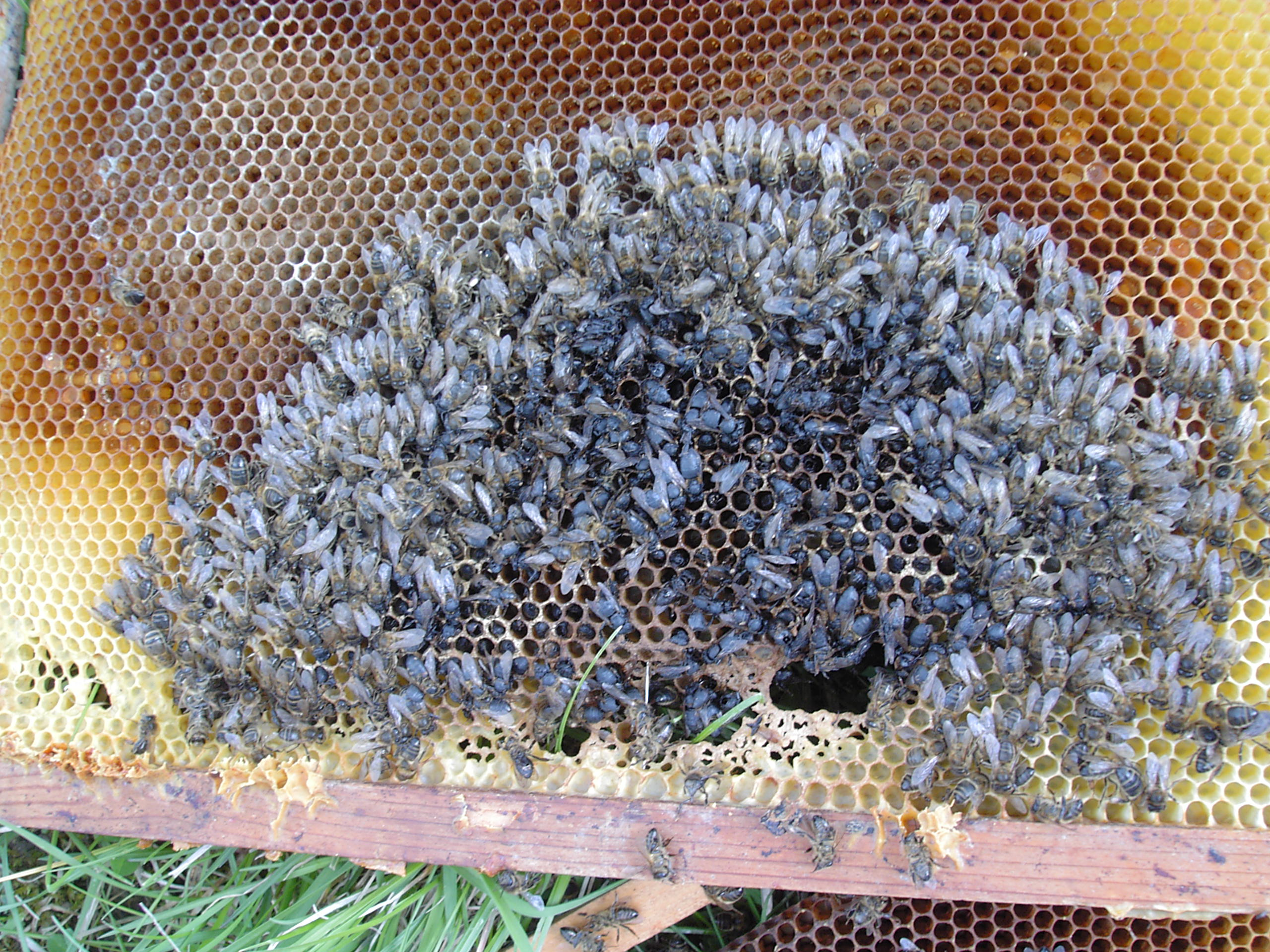
Dode honingbijen door voedseltekort als gevolg van een strenge winter

Er zijn ook mysterieuze aandoeningen, waar nog niet veel duidelijkheid over is. Zo komt het steeds vaker voor dat bijen door nog onbekende oorzaak massaal dood worden aangetroffen in het nest. Daarnaast sterft een groeiend percentage van de volken tijdens de winterperiode, onduidelijk is waarom.
In de Verenigde Staten is een ander verschijnsel waargenomen: een steeds groter aantal complete volken vertrekt uit het nest. Ook hiervan is onbekend wat de oorzaak is of waar de bijen naartoe vliegen. Deze bijen worden namelijk niet dood gevonden, maar verdwijnen naar een onbekende bestemming.
Mogelijke oorzaken worden gezocht in de klimaatverandering, pesticiden, bepaalde ziekten of een tekort aan wilde bloemen. Door klimaatverandering schuift de noordgrens van hun verspreidingsgebied niet verder noordelijk op, maar de zuidrand ervan trekt langzaam weg van de evenaar. De bijen koloniseren hoger gelegen gebieden om de stijgende temperaturen het hoofd te bieden.

## Evolutie

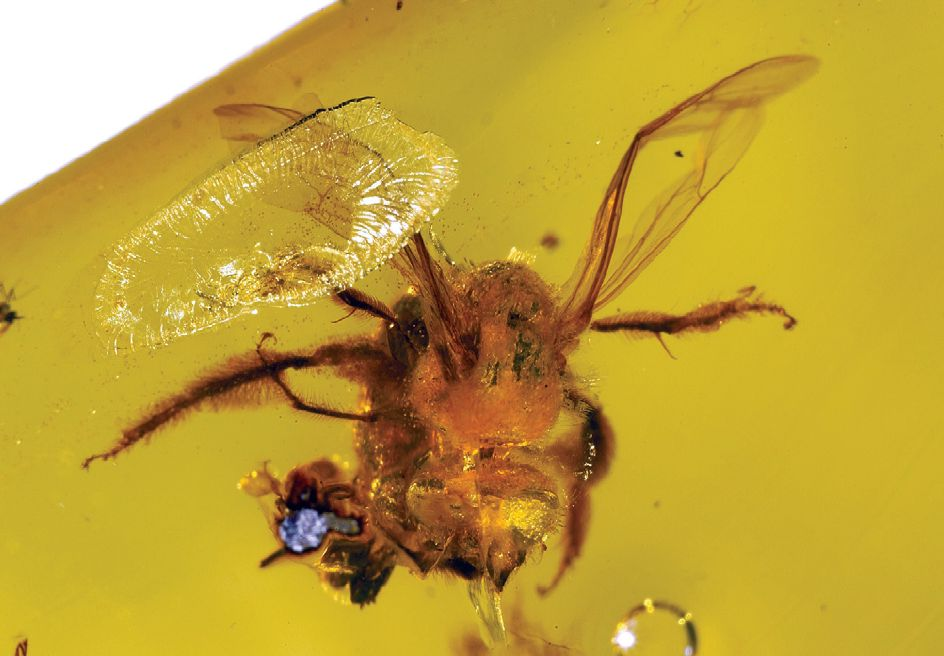
Nesagapostemon is een uitgestorven bij-achtige

De evolutie van de honingbij begon in het Cenozoïcum, waarbij de eerste fossielen van Apis gevonden zijn op de overgang van Eoceen naar Oligoceen zo'n 35 miljoen jaar geleden. Een overgangssoort is Electrapis die zo'n 50-40 miljoen jaar geleden leefde in het Vroeg-Eoceen. In 1906 werd de soort door Hugo von Buttel-Reepen Apis meliponoides genoemd, maar in 1908 werd de soort door Theodore Dru Alison Cockerell geclassificeerd tot het geslacht Electrapis.:20-21
Fossielen van de voorouders van de honingbij zijn met name teruggevonden in barnsteen, versteende hars van bomen. Deze vorm van conservering heeft een aantal voordelen ten opzichte van andere vormen van fossilisering. Barnsteen is doorzichtig, zodat daarin opgesloten organismen goed te bestuderen zijn. Daarnaast vervormt het versteende barnsteen weinig; fossielen die in steen zijn bewaard gebleven zijn vaak platgedrukt. Als laatste voordeel is barnsteen meestal goed te dateren.
De honingbij kon zich waarschijnlijk niet handhaven in Europa tijdens het Plioceen, omdat het toen te koud was.:31 De bij heeft zich teruggetrokken in tropische delen van Azië om weer terug te keren in warmere tijden. Het vermogen om koude tijden te overleven door bij elkaar in het nest te zitten en zo de temperatuur te verhogen, is waarschijnlijk ontstaan in het Plioceen of het vroege Pleistoceen. Dit gedrag stelde de honingbij in staat om ook in koudere gebieden te overleven.:33

## De honingbij en de mens

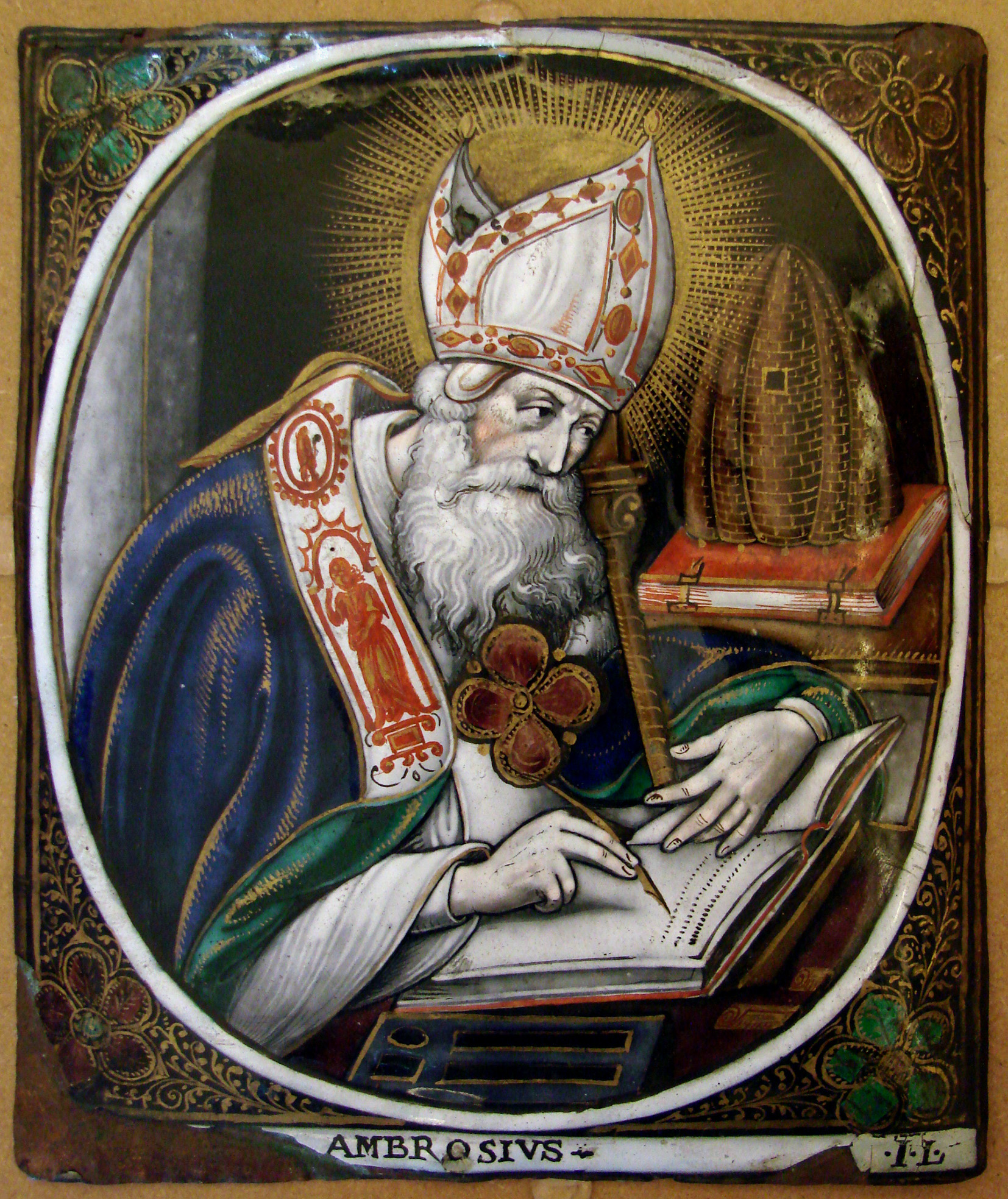
Ambrosius van Milaan met een bijenkorf

Apis mellifera anatoliaca-honingbijen werden in ieder geval zo'n 3000 jaar geleden gehouden in Tel Rehov in de Jordaanvallei, opmerkelijk genoeg niet de lokale Apis mellifera syriaca. Waarschijnlijk werden bijen al langer gehouden. Zo zijn er wetten uit de veertiende en dertiende eeuw v.Chr. van de Hettieten in Anatolië die zware straffen bespreken voor het stelen van bijen.
Er zijn verschillende insecten die een rol spelen in de cultuur, in westelijk Europa duiken bijvoorbeeld de meikever en de sprinkhaan vaak op in verhalen en figuren. De honingbij behoort tot de populairste insecten, zowel de bij als de korf van de honingbij worden vaak geportretteerd in schilderijen en wapenschilden. Als de korf wordt afgebeeld is dit vrijwel altijd de door de mens gemaakte gevlochten korf, die breed aan de onderzijde is en smaller van boven en doet denken aan een helm. De kerkvader Ambrosius van Milaan wordt vaak afgebeeld met een bijenkorf. Ambrosius is de patroonheilige van de imkers. De bijenkorf wordt ook vaak gebruikt in de heraldiek.
Bijen worden al ruim 2500 jaar gehouden door de mens. De Egyptenaren waren de eersten die bijen hielden, zij bouwden bijenkorven van klei. Ze begrepen al dat de bijen bloemen nodig hadden voor de productie van honing. De bijenvolken werden waarschijnlijk per schip over de Nijl vervoerd.:193
Een van de oudste gedichten in de Duitse taal is de Lorscher Bienensegen uit de vroege negende eeuw. Het is een beschrijving van de bij als een werktuig van God.

## Genoom
Het genoom van de honingbij is door een wereldwijd consortium van meer dan 170 onderzoekers uit 16 landen ontcijferd. In 2006 publiceerde het Honeybee Genome Sequen- cing Consortium  erfelijke informatie (het genoom) van de honingbij. In 2011 en 2018 zijn nieuwe assemblages gedaan. De samenstelling uit 2018 (Amel_HAv3) is aanzienlijk aaneengeslotener en completer dan de vorige uit 2011 (Amel_4.5) De verbeteringen zijn grotendeels te danken aan de toevoeging van repeats die in eerdere samenstellingen niet waren geplaatst. De laatste samenstelling is met name zeer aaneengesloten over centromeren en telomeren en bevat honderden AvaI- en AluI-repeats.
Het werk aan het genoom van de honingbij heeft een aantal interessante nieuwe inzichten opgeleverd, onder andere over de afstamming, het reukvermogen, de sociale organisatie, het dag-nachtritme, het gebruik van methylering van DNA als regelmechanisme voor genexpressie en genen voor gebruik van nectar en stuifmeel.

### Nut van de bij
De honingbij is een over de gehele wereld voorkomend insect. Er zijn veel soorten honingbijen: ook tegenwoordig verschilt de soort die bijvoorbeeld in Egypte voorkomt, van die van de in Nederland gehouden bijen. In het algemeen zijn de bijen uit het Midden-Oosten lichter van kleur, zijn ze veel feller en steken ze ook sneller. Hun zwermlust is enorm terwijl de honingopbrengst per volk vrij gering is. In de westerse landen heeft de bijenteelt door de eeuwen heen een grote perfectie bereikt: de bijen die in Europa door imkers worden gehouden zijn veel tammer, steken minder snel en maken grote volken. De opbrengst in Nederland bedraagt ongeveer 30 kilo honing per volk per jaar. In landen met een beter klimaat en een goede bijenteelt (bijvoorbeeld Australië) brengen volken wel 200 tot 300 kg per jaar op. Vooral ook de productie van bijenwas heeft vanaf de tijd van Karel de Grote in Europa bijgedragen aan de ontwikkeling van de bijenteelt. Vooral in de kloosters werd het imkervak uitgeoefend: de was werd voor het maken van kaarsen gebruikt.

### Bestuiving

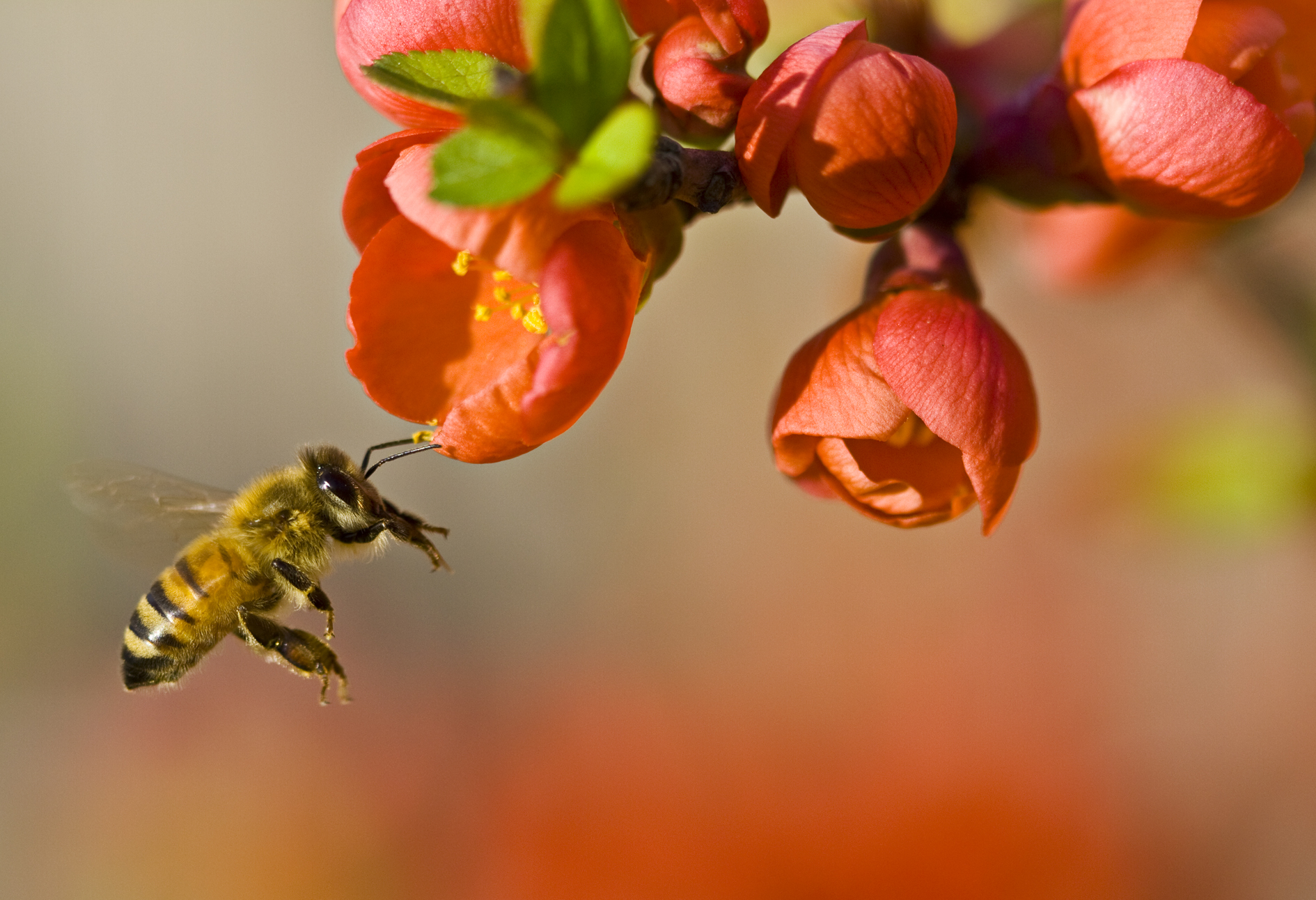
Een honingbij tast een bloem af met de antennes

Bijen produceren honing en was, dat is echter niet hun belangrijkste rol. Zij bestuiven de bloemen van alle planten die zij bezoeken. Daarom zien we vaak bij fruittelers bijenkasten. Doordat de bloemen bestoven worden, zullen er meer en betere vruchten aan de bomen groeien. Het bijzondere van de honingbij is dat zij plantvast is. Dat wil zeggen een bij vliegt altijd maar op één soort plant, pas als de bloemen van die plant geen nectar meer geven zoekt zij een andere plant. Op deze wijze ontstaat altijd een bestuiving met het stuifmeel van dezelfde soort plant.
Tijdens de vlucht blijft het stuifmeel tussen de haren zitten. De achterpoten met de stuifmeelkorfjes laat de bij tijdens het vliegen losjes omlaag hangen.

### De honing
Suiker wordt tegenwoordig op grote schaal geproduceerd uit suikerriet en suikerbieten, maar in vroeger tijden was honing de enige bron van suiker en zoetigheid van betekenis. De honingbij is om de honing sinds duizenden jaren een geliefd insect. Honingbijen zijn niet de enige insecten die honing produceren. Ook hommels maken honing, maar in veel kleinere hoeveelheden.
Bijen maken de honing van de nectar die zij verzamelen op de bloemen. Planten produceren suikerhoudende plantensappen, waaronder nectar, die wordt gevormd in de honingklieren van de bloem. De bij verzamelt de nectar in haar honingblaas, daarin worden bepaalde stoffen toegevoegd en begint het omzettingsproces. Als de bij in haar woning komt wordt de nectar in de cellen van de raat gedeponeerd en vervolgens door andere bijen verder bewerkt. De bijen zorgen ervoor dat de nectar indikt en onder invloed van de enzymen uit de honingblaas ontstaat zo de honing.
Als het suikergehalte van de honing hoog genoeg is, meer dan 80%, zal de honing niet meer bederven en worden de cellen door de werksters afgesloten met een wasdekseltje. Om het teveel aan vocht uit de honing te krijgen, zullen de bijen vaak gaan waaieren aan de vliegspleet om de vochtige lucht weg te krijgen. Zo is de honing bijna onbeperkt houdbaar en beschikbaar op momenten dat de bijen hem nodig hebben, vooral in de winter of als er weinig dracht is. De smaak en de geur van honing worden bepaald door de aromatische stoffen in de planten. Er zijn verschillende soorten, zoals heidehoning, lindehoning en koolzaadhoning.